# サンフランシスコ・フォーティナイナーズ
サンフランシスコ・フォーティナイナーズ（英語: San Francisco 49ers、略称: SF）は、アメリカ合衆国カリフォルニア州サンフランシスコ・ベイエリアのサンタクララに本拠地をおくNFLチーム。NFC西地区に所属している。
2013年シーズンまではサンフランシスコ市・キャンドルスティック・パークをホームスタジアムにしていたが、2014年シーズン以降は、サンフランシスコ近郊のサンタクララ市・リーバイス・スタジアムをホームスタジアムとしている。両スタジアムは、直線距離で約50キロ離れているが、いずれもサンフランシスコ湾岸に立地している。
日本語では英語表記のまま49ersと記述されることも多い。愛称はナイナーズ（Niners）。

## 概要
1946年にAll-America Football Conference (AAFC)の一員としてチーム創設、1949年AAFCの破綻に伴い、1950年にNFLに参加した。現在、NFC西地区に所属している。チーム名は、サンフランシスコの東にあるサクラメントで1848年に砂金が発見されてカリフォルニアでゴールドラッシュが起き、金鉱で一攫千金を夢見る鉱山師が翌年に急増した1849年に因む（フォーティナイナーズ＝49ers='49年の人達）。ゴールドはチームカラーのひとつにもなっている。これまでにスーパーボウルに5回優勝している。この記録はダラス・カウボーイズと並んで歴代2位タイである。NFLに加入後1970年まで地区優勝を果たすことはなかったが、1980年代にはプレーオフを逃すことわずか2回で4回のスーパーボウル優勝を果たすなど1980年代を代表するチームであった。チームは3度のスーパーボウルMVPに輝いたジョー・モンタナ、長年プロボウルに選出されたロニー・ロット、史上最高QBレイティングを残したスティーブ・ヤング、歴代最多タッチダウンをあげたジェリー・ライスらによって1980年代と1990年代始めにスーパーボウル5回の優勝を誇った（内4回は1980年代、5回目は1994年、2012年に敗れるまでは5回の出場機会すべて優勝しNFL記録のスーパーボウル5連勝）。またザ・キャッチや第23回スーパーボウルの逆転タッチダウンドライブは有名なプレイとして知られている。

## 歴史

### 1960年代まで

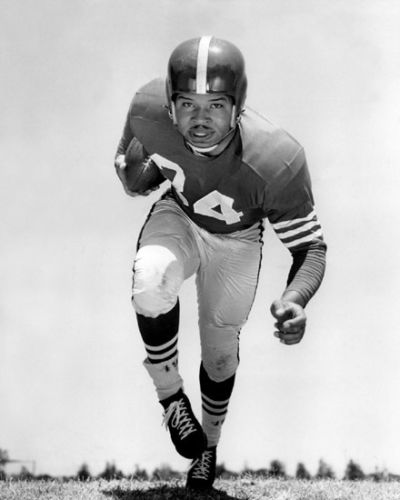
1948年から14年間在籍したFBのジョー・ペリー

1946年、AAFCの一員としてチームが創設された。これはメジャープロスポーツ球団として初めてのサンフランシスコにおけるチームの誕生であっただけでなくアメリカ西海岸にできた最初のプロチームの1つとなった。リーグには圧倒的な強さを見せたクリーブランド・ブラウンズが存在し2位以上の成績をおさめることはできなかった。AAFCが崩壊するとブラウンズ及び初代ボルチモア・コルツと共にNFLに加入した。

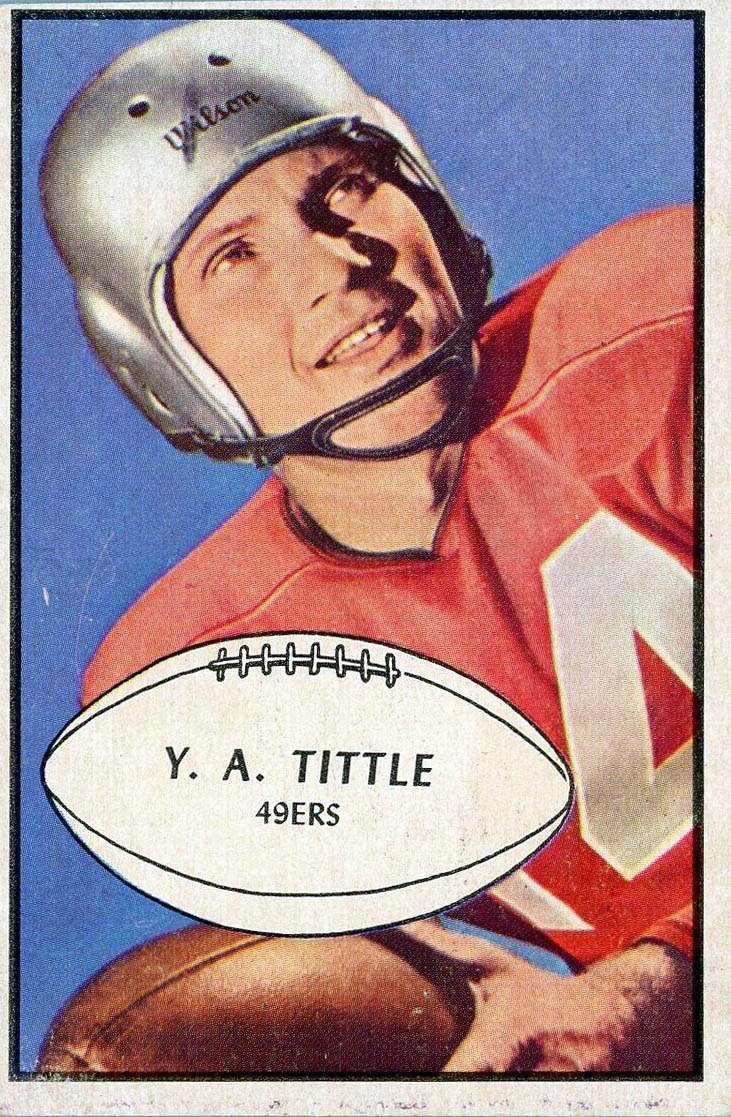
1951年から10年間在籍したQBのY・A・ティトル

1956年のドラフト全体2位でQBアール・モラルを指名したが、翌年にトレードでピッツバーグ・スティーラーズへ放出した。1957年、開幕戦を落とした後、ロサンゼルス・ラムズ、シカゴ・ベアーズ、グリーンベイ・パッカーズを破りホームのキーザー・スタジアムに帰ってきたベアーズ戦7-17とリードされた試合中にトニー・モラビトオーナーが心臓発作で急死してしまう。ハーフタイムに悲報を聞いた彼らは奮い立ち14点をその後入れて21-17と逆転勝利を果たした。11月3日のデトロイト・ライオンズ戦では28-31とリードされた残り10秒、敵陣41ヤードからの攻撃でY・A・ティトルから2人のディフェンス（ジャック・クリスチャンセン、ジム・デビッド）にカバーされたR・C・オーエンスへのタッチダウンパスが決まり逆転勝利した。このプレイはアリ・ウープ(Alley Oop)と呼ばれている。チームは8勝4敗でライオンズと並んでウェスタンディビジョン首位タイとなり地元サンフランシスコで地区優勝をかけたワンゲームプレーオフで対戦することとなった。ハーフタイムを24-7とリードして迎え、NFLチャンピオンシップゲームのチケットも印刷された。後半開始早々、ヒュー・マケルヘニーが71ヤードを走ったがこのドライブでチームはタッチダウンを奪えず、27-7とリードを広げたにとどまった。ここからシーズン開始早々負傷欠場したボビー・レーンに代わった相手QB、トビン・ロートが率いる相手オフェンスが爆発、トム・トレイシーの2タッチダウンランなどで、27-31でナイナーズは逆転負けを喫した。この試合ナイナーズが勝っていればNFLチャンピオンシップゲームにクリーブランド・ブラウンズを地元で迎えるところであった。チャンピオンシップではライオンズがブラウンズに59-14で勝利して優勝を果たした。
1950年代のチームのバックフィールドを構成した4人（ミリオンダラーバックフィールド）、Y・A・ティトル、ジョン・ヘンリー・ジョンソン、ヒュー・マケルヘニー、ジョー・ペリーは後にプロフットボール殿堂入りを果たした。
その後13年間チームは勝率5割前後をうろうろする並のチームであった。この時代の主力選手はRBのケン・ウィラード、QBのジョン・ブロディ、オフェンスラインのブルース・ボズリーであった。また1960年にヘッドコーチのレッド・ヒッキーはNFLチームとして初めてショットガンフォーメーションを導入し、この知られていないフォーメーションを利用してボルチモア・コルツを破った。1961年、ショットガンフォーメーションを利用したチームは2週連続の完封勝ちを含み4勝1敗でシーズン序盤ダッシュしたが6試合目のシカゴ・ベアーズ戦でスクリメージライン付近に選手を動かした上での相手ディフェンスによるQBへの激しいパスラッシュで0-31と完封負けを喫した。残り試合は3勝4敗1分の成績しか残せず7勝6敗1分に終わった。1962年はロードで5勝したものの地元キーザー・スタジアムではわずか1勝しかあげられず6勝8敗に終わった。大きく負け越した1963年に2勝12敗、1964年に4勝10敗と散々なシーズンを終えた後、1965年に怪我から復帰したジョン・ブロディーがリーグトップクラスの3112ヤードのパスを投げ30タッチダウンをあげてチーム成績は7勝6敗1分と改善した。
1968年にダラス・カウボーイズのヘッドコーチ、トム・ランドリーの下でディフェンスコーディネーターを務めていたディック・ノーランがヘッドコーチとなった。1968年は7勝6敗1分、1969年は4勝8敗2分とここ10年ほどと同じく振るわなかった。

### 1970年代
1970年、チームは7勝1敗1分と絶好のスタートを切り（敗戦したアトランタ・ファルコンズ戦も1点差での敗北）、ライオンズ、ラムズに敗れたが続く2試合に勝利しオークランド・レイダースとの最終節を迎えた。地区優勝争いでラムズに0.5ゲームリードしていたチームはその試合に勝利するかニューヨーク・ジャイアンツがラムズを負かすことで地区優勝ができる状態であった。先に行われた試合でラムズがジャイアンツを30-3と破っていたがナイナーズはレイダースを38-7と破り初の地区優勝を果たした。ディビジョナルプレーオフで前年の第4回スーパーボウルに出場したミネソタ・バイキングスを17-14で破ってNFCチャンピオンシップゲームでダラス・カウボーイズと対戦したが10-17で敗れた。この試合がキーザー・スタジアムでの最後の試合となった。この年チームからはプロボウルにジョン・ブロディ、ジーン・ワシントン、デーブ・ウィルコックスら5人の選手が選ばれブロディがMVPを受賞した。
チームは1971年から新しい本拠地、キャンドルスティックパークに移った。このスタジアムは市の中心部から離れていたがハイウェイを利用したアクセスは容易なものとなった。1971年チームは9勝5敗で地区優勝を果たし、ディビジョナルプレーオフではワシントン・レッドスキンズを24-20で破った。前年に引き続きダラス・カウボーイズとの再戦になったNFCチャンピオンシップゲーム（この年はダラスでのゲーム）では強力な相手ディフェンスによって攻撃が全く機能せずに3-14で敗れた。この年、プロボウルにジミー・ジョンソン、ジーン・ワシントン、セドリック・ハードマン、ヴィック・ワシントン、フォレスト・ブルーら8人の選手が選ばれた。
1972年はシーズン最後の6試合中5試合に勝って3年連続でNFC西地区優勝を果たした（1970年のNFLとAFLの統合後、3年連続地区優勝を果たしたのはナイナーズだけであった。）。この年のプレーオフでもカウボーイズとディビジョナルプレーオフで対戦、ゲーム最初のプレーでヴィック・ワシントンの97ヤードのキックオフリターンTDが決まり、前半は21-6とリード、28-13と15点差をつけて第4Qに入った。ここで相手ヘッドコーチのトム・ランドリーは先発QBのクレイグ・モートンを下げてロジャー・ストーバックを送り込んだ。ストーバックに率いられたカウボーイズの攻撃はFGを決めて28-16、残り時間2分を切ったところでストーバックからビリー・パークスへのタッチダウンが決まり28-23と追い上げられた。ここでトニ・フリッチュのオンサイドキックが成功し、ロン・セラーズへのタッチダウンパスを決められて、ナイナーズは28-30とまたしてもカウボーイズ相手に苦杯を飲んだ。
1973年には最後の8試合のうち、低迷していたニューオーリンズ・セインツ、デトロイト・ライオンズにも敗れるなど6敗し、5勝9敗と1969年以来最低の成績に終わった。長年先発QBを務めたジョン・ブロディはスティーヴ・スパリアーらと併用された。ラッシングゲームも不調でこの年のラッシングリーダーはヴィック・ワシントンだったがわずか534ヤードにとどまった。
1974年、ドラフトでアラバマ大学からウィルバー・ジャクソンを獲得した。ジャクソンは705ヤードを走り、相棒のラリー・シュリーバーと合計で1300ヤード以上を獲得した。QBのスパリアーは負傷によりシーズンのほとんどを欠場し安定したQBを欠いたが6勝8敗と健闘した。
1975年にはプロボウルに3回選出されたタイトエンドのテッド・クワリックがワールド・フットボール・リーグに参加するため退団してしまった（彼はその年オークランド・レイダースでNFLに復帰した。）。またウィルバー・ジャクソンは怪我でシーズンのほとんどを欠場し、デルビン・ウィリアムズがチームトップの631ヤードを走った。チームは最後の4試合に連敗して5勝9敗に終わり、ノーランヘッドコーチはこの年でチームを去った。

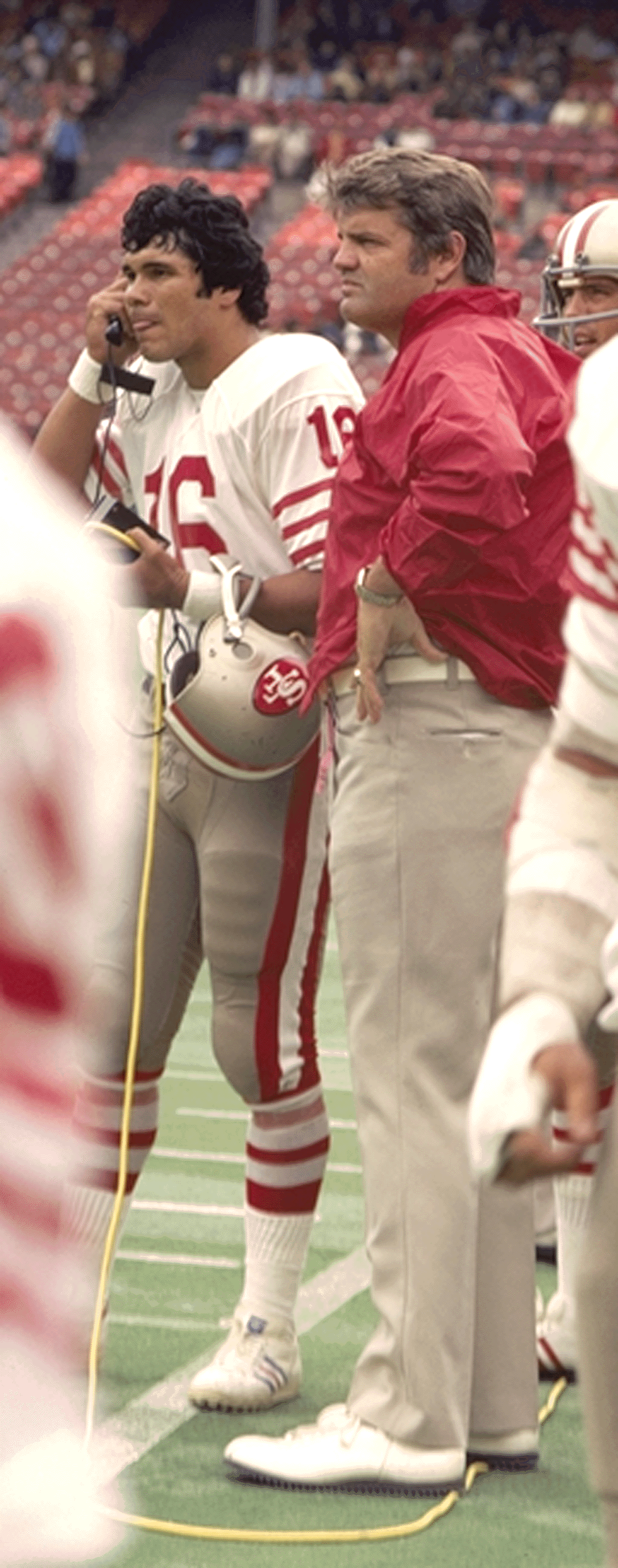
ジム・プランケット

1976年、チームはスタンフォード大学時代にハイズマン賞を獲得したジム・プランケットをニューイングランド・ペイトリオッツから獲得した。また新しいヘッドコーチにはモンテ・クラークが就任した。この年チームのラン攻撃は冴え渡り、デルビン・ウィリアムズは1200ヤード以上を走り一流RBの仲間入りを果たしプロボウルに選出された。またウィルバー・ジャクソンも792ヤードを走った。レシーブではジーン・ワシントンがチームトップの457ヤードを稼ぎ6タッチダウンをあげた。シーズン開幕から6勝1敗と1970年以来の好スタートを切ったが強豪との対戦はなく、マンデーナイトフットボールでのロサンゼルス・ラムズ戦ではトミー・ハートの6サックなど、合計10サックを浴びせて16-0で完封した。チームは最後の4試合に同地区ライバルのラムズ、アトランタ・ファルコンズとの対戦を残しプレーオフに望みをつないでいたが4試合とも落とし8勝6敗でプレーオフを逃した。クラークヘッドコーチはわずか1シーズンでゼネラルマネージャーのジョー・トーマスによって解任された。
1977年、エドワード・J・デバルトロ・ジュニアがチームを買い取った。前ダラス・カウボーイズのQBスティーブ・ディバーグと契約した。ケン・マイヤーヘッドコーチが就任したが開幕から5連敗しその内2試合は完封された。続く6試合中5試合で勝利を収めたがその後3連敗し5勝9敗でシーズンを終えた。期待されたプランケットは9タッチダウンしかあげられなかった。ディフェンスラインのトミー・ハート、クリーブランド・イーラムがこの年プロボウルに選出された。またウィルバー・ジャクソンとデルビン・ウィリアムズは合計1600ヤードを走った。ジーン・ワシントンがチームのエースレシーバーとなったが彼はこの年でチームを去った。この年のオフシーズンチームはバッファロー・ビルズからO・J・シンプソンを獲得、マイアミ・ドルフィンズのWRフレディ・ソロモンとデルビン・ウィリアムズをトレード、プランケットを放出、マイアーヘッドコーチもクビにしてピート・マッカリーを新ヘッドコーチとして迎えた。
1978年、チームはシンシナティ・ベンガルズ、タンパベイ・バッカニアーズ戦にしか勝てず2勝14敗で終えた。シンプソンがチームのラッシングリーダーとなったが、ひざの故障を抱えた彼は600ヤード未満の記録に終わった。またウィルバー・ジャクソンも怪我でシーズンのほとんどを欠場した。
1979年には低迷した成績によってドラフト全体1位の指名権が得られるはずであったがシンプソンの獲得でこれを失っており、補強の失敗の責任を取らされてジョー・トーマスGMは解任された。この年スティーブ・ディバーグ（1977年ドラフトで入団）、ポール・フォーファー、ランディ・クロスなどが初出場を果たした。この年、スタンフォード大学のヘッドコーチであったビル・ウォルシュによってチーム状況は好転することとなる。チームはドラフトやフリーエージェントで弱点のてこ入れをしていき、ウェストコーストオフェンスを導入した。1979年にドラフト3巡目で1977年にノートルダム大学を全米ランク1位に導き、また1979年のコットンボウルなど数々の逆転劇を演じたジョー・モンタナを指名した。モンタナはQBとしては身長が低く肩もあまり強くないと見られており他チームのスカウトはあまり注目していなかった。ドラフト当日、ダラス・カウボーイズは次に指名しようとする予定の選手を何人かボードに書き込んでいた。3巡目の指名（ナイナーズより前の指名権があった。）になった際、そこにはモンタナの名前が書き込まれたがストーバック、ダニー・ホワイトがおり、QBよりもタイトエンドの補強をする必要があったカウボーイズはダグ・コスビーを指名、ナイナーズは希望どおりにモンタナを獲得できた。この年チームは2勝14敗に終わった。QBディバーグはタッチダウンよりインターセプトが多かったもののパス成功率60％で3600ヤード以上を獲得した。フレディ・ソロモンはレシーブで800ヤード以上を獲得した。一方ラン攻撃は低調でポール・ホーファーがチームのラッシングリーダーとなったが615ヤード、シンプソン故障のため460ヤードに終わりこのシーズンで現役を引退した。

### モンタナ時代
1980年にチームは開幕から3連勝したがその後接戦が多かったものの8連敗を喫した。ディバーグとモンタナは併用されディバーグの方が好成績をあげたがウォルシュは将来性ではモンタナの方に分があると感じていた。この年の第14週ニューオーリンズ・セインツ戦ではシーズン13連敗中だったセインツにハーフタイムで7-35と28点差のリードを許したがモンタナに率いられた攻撃は35-35の同点に追いつき、オーバータイムにレイ・ワーシングの決勝FGが決まり38-35と逆転勝利した。28点差からの逆転勝利は長くNFL史上最多得点差からの逆転劇であった（1993年のプレーオフ、ビルズ対オイラーズで31点差からビルズが勝利を収めた）。この勝利以降モンタナの先発が定着した。この年2年目のWRドワイト・クラークがチームトップの82キャッチ、RBのアール・クーパーが700ヤード以上を走った。
1981年、ウォルシュはディフェンスの改善に乗り出し、新人や経験の乏しかった選手を多数起用した。その中にはロニー・ロット、エリック・ライト、カールトン・ウィリアムソン、ドワイト・ヒックスらである。またベテランLBのジャック・レイノルズ、パスラッシャーのフレッド・ディーンを獲得した。これらの補強によってオフェンスとディフェンスがバランスの取れたチームとなったナイナーズは1勝2敗でスタートしたが残りの13試合で12勝をあげて、13勝3敗とチーム史上最高の成績で終えた。ディーン、ロット、ヒックスがこの年プロボウルに選出された。
モンタナによるショートパスを中心とした攻撃でボールをコントロールし、クラークはポゼッションレシーバーとして、ソロモンはディープスリートとして両WRはしっかりと役割を果たした。ラン攻撃は弱点で543ヤード走ったリッキー・パットンがチームのラッシングリーダーとなり、アール・クーパーはランよりパスターゲットとして活躍し51キャッチを記録した。プレーオフではディビジョナルプレーオフでニューヨーク・ジャイアンツに38-24で勝利し、NFCチャンピオンシップゲームは1970年代のプレーオフで何度も苦杯をなめた相手であるダラス・カウボーイズとの対戦した。シーズン序盤に両者は対戦しておりナイナーズは6回のターンオーバーを喫して14-45で敗れていた。この試合残り時間4分54秒で21-27とリードされ自陣11ヤードからナイナーズは攻撃権を得た。モンタナは敵陣6ヤードまで攻め込み第3ダウン残り3ヤードの状況で第1ターゲットのソロモンがカバーされていたためエンドゾーンのドワイト・クラークへ向かってパスを投げタッチダウンを決めた。このプレーはザ・キャッチとして知られるようになった。このプレーはスポーツ・イラストレイテッドの表紙を飾ったが2005年秋にはゲータレードのCMに使われた。このプレーの後、わずかに残った試合時間でカウボーイズはダニー・ホワイトからのロングパスをドリュー・ピアソンが受けて走ったが、ナイナーズ陣44ヤードのところでエリック・ライトが彼を止めタッチダウンあるいはFGを阻止した。次のプレーでローレンス・ピラーズがホワイトをサックしファンブルを誘いジム・スタッキーがこれを押さえてナイナーズは勝利した。お互い初出場となったシンシナティ・ベンガルズとの第16回スーパーボウルではハーフタイムまでに20-0とリードし最終的に26-21で勝利した。この試合レイ・ワーシングは4本のFGを成功、12プレーで最後はクーパーへのタッチダウンパスを決める92ヤードのドライブを達成したモンタナがMVPに選ばれたが、第3Q自陣3ヤードまで攻め込まれながら4回の攻撃をしのぎきったディフェンスの活躍も見逃せなかった。こうして2勝14敗のシーズンからわずか2年でチームはスーパーボウルを制覇した。
1982年、ストライキで短縮されたシーズン、チームは地元キャンドルスティックパークで1勝もできず3勝6敗でシーズンを終えた。この年のホームでの成績は5敗、アウェイでの成績は3勝1敗であった。NFL史上ホームで未勝利に終わったチームがアウェイで勝ち越したのはこの時のみである。
しかしこの後17年間チームは負け越しのない栄光の時代を迎えることとなる。この年モンタナは5試合連続で300ヤード以上のパスを成功させるなど、2613ヤードを投げて9タッチダウンをあげた。
1983年、チームはシーズン最後に3連勝して10勝6敗でシーズンを終え地区優勝を果たした。モンタナは3910ヤードを投げて26タッチダウンをあげた。ディビジョナルプレーオフでは敵地でデトロイト・ライオンズと対戦し17-9とリードして第4Qを迎えたが相手に2TDを許し17-23と逆転された。しかしモンタナが残り2分にソロモンへのTDパスを決めて、相手キッカーエディ・マレーの逆転を狙ったFGは失敗し24-23で勝利した。翌週のワシントン・レッドスキンズとのNFCチャンピオンシップゲームでは一時0-21とリードされながら同点に追いついたがマーク・モーズリーに決勝FGを決められて21-24で敗れた。
1984年、チームは15勝1敗でシーズンを終えた（これは2007年にニューイングランド・ペイトリオッツがシーズン16戦全勝するまでは1985年のシカゴ・ベアーズ、1998年のミネソタ・バイキングス、2004年のピッツバーグ・スティーラーズなどと共に16試合制になってからNFLシーズンベストの記録であった）。プレーオフではニューヨーク・ジャイアンツを21-10、シカゴ・ベアーズを23-0で破り第19回スーパーボウルに出場した。この試合はシーズン最多タッチダウン記録を作ったダン・マリーノ率いるマイアミ・ドルフィンズとの対戦になったが38-16で勝利した。この年ディフェンスバックのロニー・ロット、エリック・ライト、ドワイト・ヒックス、カールトン・ウィリアムソン4人全員がプロボウルに選出された。

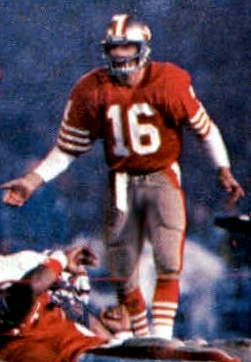
第19回スーパーボウルでのジョー・モンタナ

1984年シーズン中には14人の選手たちによって"We are the 49ers" というナラダ・マイケル・ウォルデンが作詞・プロデュースしたシングルが発売された。曲にはR&B、ファンク、ポップ・ミュージックの各要素が取り入れられていた。ボーカルにはロジャー・クレイグ、ドワイト・クラーク、ロニー・ロットらが含まれたがモンタナは参加しなかった（ただしモンタナはヒューイ・ルイス&ザ・ニュースが1986年に発売したアルバム「Fore!」ではロット、クラーク、リキ・エリソンと共にバックボーカルとして参加している。）。この曲は地元ラジオ局などでの放送にとどまり1年後に発売されたシカゴ・ベアーズのスーパーボウル・シャッフルのように全米には広まらなかった。
1985年にロジャー・クレイグがNFL史上初の同一シーズン1000ヤードラッシュ、1000ヤードレシーブを達成した。チームは10勝6敗でワイルドカードでプレーオフに進出したがニューヨーク・ジャイアンツに3-17で敗れた。この年ジェリー・ライスが加入している。
1986年には開幕戦でタンパベイ・バッカニアーズを31-7と破ったが、勝利の代償は大きく、モンタナが背中を痛めて2ヶ月欠場することとなった。ジェフ・ケンプが代わりに先発出場し9月、10月を4勝3敗1分で乗り切った。モンタナが復帰後チームは6勝2敗で同地区のライバル、ロサンゼルス・ラムズを24-14で破る試合もありNFC西地区優勝を飾ったが、ニューヨーク・ジャイアンツとのプレーオフでモンタナはジム・バートにヒットされ前半に退場し、3-49と大敗した。
1987年、モンタナの控えQBとして、タンパベイ・バッカニアーズからスティーブ・ヤングを獲得した。ストライキで短縮されたこの年、チームは13勝2敗でNFLトップの成績をあげた。NFLの大部分の選手は3週間ストライキに参加して欠場したが、モンタナはスト破りをして出場した。チームはトータルオフェンス、トータルディフェンスいずれも1位で優勝候補の筆頭にあげられていたがプレーオフ初戦でミネソタ・バイキングスに24-36と敗れて3年連続プレーオフ初戦で姿を消した。
1988年、チームは6勝5敗でプレーオフ出場も危ぶまれたがマンデーナイトフットボールでワシントン・レッドスキンズを破るなど10勝6敗でシーズンを終え、プレーオフ初戦ではミネソタ・バイキングスに34-9とリベンジし、敵地ソルジャー・フィールドに乗り込んだ。氷点下8度、体感温度氷点下32度、風速13mの中行われた試合はモンタナとライスの活躍でベアーズを28-3で破った。シンシナティ・ベンガルズとの対戦となった第23回スーパーボウルでは残り時間3分余りからFGを決められて13-16と3点を追うこととなった。続くキックオフでホールディングのペナルティを取られて残り3分8秒で自陣8ヤードからの攻撃となった。ここからモンタナはスーパーボウル史上有名な92ヤードのドライブを最後はジョン・テイラーへのタッチダウンで締めくくり20-16でチームはスーパーボウル3回目の優勝を果たした。10勝6敗の成績から優勝したのはナイナーズが初めてであった。
ビル・ウォルシュは第23回スーパーボウルを最後に引退し、1989年からは彼の下でディフェンスコーディネーターを務めたジョージ・シーファートがヘッドコーチとなった。9月24日のフィラデルフィア・イーグルス戦では第4Q途中までに10-21とリードされたが、モンタナが4TDパスを決めて38-28で勝利した。14勝2敗（敗れた2試合の点差合計はわずか5点）でホームフィールドアドバンテージを得たチームはミネソタ・バイキングスを41-13、ロサンゼルス・ラムズを30-3で退け第24回スーパーボウルでデンバー・ブロンコスと対戦した。この試合では、スーパーボウル史上最多得点、最多点差となる55-10で勝利した。スーパーボウルを連覇したチームの中で異なるヘッドコーチの下で優勝した最初のチームとなった。ポストシーズン3試合の得失点差は合計100点に達した。
1990年も開幕からの10連勝を含み14勝2敗でシーズンを終えてスーパーボウル3連覇を目指した。プレーオフではワシントン・レッドスキンズを28-10で破ったがNFCカンファレンスチャンピオンシップゲームでニューヨーク・ジャイアンツをTDなしに抑えながら第4Qにモンタナがレナード・マーシャルのヒットを受けて退場、ロジャー・クレイグのファンブル後にマット・バーに5本目のFGを決められて、チームは13-15で敗れた。1988年から1990年までの3シーズン、チームはロードでも18連勝を達成した。シーズン終了後、プロテクトされなかったクレイグとロットはロサンゼルス・レイダースにプランBの制度で移籍した。またモンタナは続く2シーズンひじの怪我で欠場した。
1991年にチームはスティーブ・ヤングを先発QBとしたが彼は左手親指やひざの怪我で数試合欠場した。10試合経過したところでチームは4勝6敗とつまずいていた。控えQBのスティーブ・ボノが先発し5連勝を果たし、最終節はボノが負傷したためヤングが先発しシカゴ・ベアーズに52-14と圧勝しチームは10勝6敗でシーズンを終えてアトランタ・ファルコンズと同率となったが同地区の対戦成績で劣りプレーオフ出場を逃した。
1992年の最終週、12月28日のデトロイト・ライオンズとのマンデーナイトフットボールの試合後半、モンタナが怪我から2年ぶりに復帰しプレーを行った。彼はパス21回中15回成功し126ヤードを達成し2タッチダウンをあげて試合に勝利した。チームは14勝2敗でホームフィールドアドバンテージを確保しプレーオフに臨んだ。ワシントン・レッドスキンズを20-13で破ったがダラス・カウボーイズに20-30で敗れた。シーズンオフ、オーナー、ヘッドコーチ、モンタナの話し合いの結果、チームはモンタナをカンザスシティ・チーフスに放出することを決定した。デバートロオーナーはモンタナの残留、先発復帰を望んだがモンタナは自分がチームに残ることは自分とヤングのどちらが先発するとしても問題が起きると発言した。

### ヤング時代
1993年、チームは10勝6敗でNFC第2シードとなった。ニューヨーク・ジャイアンツを44-3で破ったが敵地テキサス・スタジアムに乗り込んだダラス・カウボーイズ戦で21-38と敗れた。
1994年、チームは大金をかけてケン・ノートン・ジュニア、ゲイリー・プラマー、リッキー・ジャクソン、リチャード・デント、チャールズ・マン、ディオン・サンダースなどのフリーエージェント選手を獲得した。またドラフトでもブライアント・ヤング、ウィリアム・フロイド、リー・ウッドールなどその後数シーズン先発を務める選手を獲得した。シーズン序盤にフィラデルフィア・イーグルスに8-40、モンタナのカンザスシティ・チーフスに17-24で敗れた試合もあった。イーグルスに敗れた試合の直後には地元ラジオ局によってファンがシーファートヘッドコーチの解任を望んでいると報道された。大差がついたイーグルス戦ではヤングがベンチに下げられたことに対して不満を持ちシーファートと激しく口論する姿が見られた。翌週のデトロイト・ライオンズ戦で14-0とリードしていた場面でパスを投げた後にヒットを受けたヤングは顔面を真っ赤に染めたが2プレー後にはフィールドに復帰しチームは27-21で勝利した。チームは2年連続スーパーボウルを制覇していたダラス・カウボーイズへの21-14の勝利も含み10連勝を果たした。この間チームは平均約20点差をつけて勝ち続けた。8得点、14得点に終わった試合もあったもののこの年チームはレギュラーシーズン総得点、プレーオフまでの合計総得点で新記録を達成した。この記録は1998年のミネソタ・バイキングス、2007年のニューイングランド・ペイトリオッツに破られている。
チームは13勝3敗でホームフィールドアドバンテージを獲得、プレーオフでもシカゴ・ベアーズに44-15、ダラス・カウボーイズとの試合では第1Q終了時点で21-0とリードした。前半終了間際にヤングからライスへの29ヤードのタッチダウンパスが決まり、ハーフタイムを31-14で迎えた。第3Q最初のキックオフでファンブルし、それをタッチダウンに結び付けられて31-21と迫られたがヤングが自ら走りタッチダウンをあげて38-21とし、その後1タッチダウンを返されたが38-28で5度目のスーパーボウル出場を果たした。サンディエゴ・チャージャーズとのカリフォルニア州のチーム同士となった試合に49-26で勝利し史上初のスーパーボウル優勝5回を果たしたチームとなった。MVPにはこの試合で6本つのタッチダウンパスを投げたヤングが選ばれた。
1995年から1997年までの3年間もチームはプレーオフに出場したがいずれの年もグリーンベイ・パッカーズに敗れた（1997年は地元キャンドルスティックパークでの試合）。この年はライスが負傷で14試合欠場した。
1998年、チームは12勝4敗でシーズンを終えて16年連続勝ち越し、全てのシーズンで10勝以上あげた。この年のプレーオフでもパッカーズと対戦したが23-27とリードされた試合時間残り3秒、ヤングからテレル・オーウェンスへのタッチダウンパス（The Catch II とも呼ばれる。）が決まり30-27で勝利した。翌週のアトランタ・ファルコンズ戦でヤングが3回のインターセプトを喫して27-30で敗れた。
1990年代終わりにチームオーナーのエドワード・デバートロ・ジュニアはルイジアナ州知事のエドウィン・エドワーズの汚職に絡んで名前が取りざたされたり、ミシシッピ川のリバーボートでのカジノが問題視された。1998年に有罪判決を受けた彼はNFLのオーナー資格を失い、妹のデニス・デバートロ・ヨークと彼女の夫のジョン・ヨークに経営権が委ねられた。
1999年、チームは3勝1敗と好スタートを切ったがアリゾナ・カージナルスとのマンデーナイトフットボールでヤングがブラインドサイドからコーナーバックのアニーアス・ウィリアムズにヒットされそのまま引退に追い込まれた。この怪我はそれほど深刻なものと見られておらず、ヤング自身も後に翌シーズンまたは2シーズン後の復帰を希望していたが、GMとなっていたビル・ウォルシュとの話し合いの結果、サラリーキャップに苦しむチーム、自分自身の将来的な健康のために引退を決意したという。ヤングを失ったチームは残り12試合中11試合を落とし1982年以来の負け越しとなった。また1979年からオフェンスラインコーチを務めたボブ・マッキトリックがシーズン終了後の2000年3月15日に亡くなった。

### 2000年代
2002年、QBジェフ・ガルシアに率いられたチームはチームのプレーオフ史上2回目となる24点差からの逆転劇で39-38とニューヨーク・ジャイアンツに勝利した。しかしタンパベイ・バッカニアーズに敗れてシーズンを終えた。シーズン終了後、スティーブ・マリウチヘッドコーチは解任されて後任のヘッドコーチとしてシアトル・シーホークスやオレゴン州立大学のヘッドコーチを務めたことのあるデニス・エリクソンと5年契約を結んだ。ヘッドコーチ候補には3人のディフェンスコーディネーターの名前が挙がっていたが、エリクソンのオフェンス理論はウェストコーストオフェンスと大きく異なっていたため、この契約に対してファンやメディアは厳しく非難した。
2002年以降、チームは怪我人の続出、弱体化したオフェンスライン、一貫性のないディフェンスなどで低迷している。2003年チームは7勝9敗と負け越し、8シーズンチームに在籍して85タッチダウンをあげたテレル・オーウェンスはこの年でチームを去った。
2004年9月26日、シアトル・シーホークスに0-34とレギュラーシーズンでは1977年にアトランタ・ファルコンズに0-7で敗れて以来となる420試合ぶりの完封負けを喫した。これはリーグ記録となった。この試合第4Qに得点する機会があったがインターセプトやファンブルでつぶしてしまっていた。シーズン中デバートロオーナーがチームを売却しようとしているという噂が立ち買い手としてオラクルのラリー・エリソンやスティーブ・ヤングのグループの名前があがった。チームは2勝14敗に終わり1979年以来となる地区最下位となった。この年NFL32チーム中最低の成績に終わり、エリクソンヘッドコーチと彼を選んだGMのテリー・ドナヒューは解任された。
後任のヘッドコーチにはボルチモア・レイブンズのディフェンスコーディネーターをしていたマイク・ノーランが選ばれた。彼は1970年代にチームのヘッドコーチだったディック・ノーランの息子であった。多くのチームがヘッドコーチとGMをそれぞれ置いていたがこの時、GMは置かれずノーランは全権を手に入れた。彼はドラフト全体1位で地元カリフォルニア大学バークレー校のアーロン・ロジャースではなく、ユタ大学のQBアレックス・スミスを指名した。
2005年8月20日にインベスコ・フィールドで行われたデンバー・ブロンコスとのプレシーズンゲームの終了直後、オフェンスラインのトーマス・ヘリオンがロッカールームでのミーティング中に倒れ病院に運ばれたが心臓発作で急死した。
2005年もチームは地区最下位に終わったが前年の2勝から4勝と勝ち星を倍増させた。最後の2試合には連勝した。チームが連勝したのは2003年以来のことであった。また同地区のライバル、ラムズから1998年以来となる2勝をあげた。

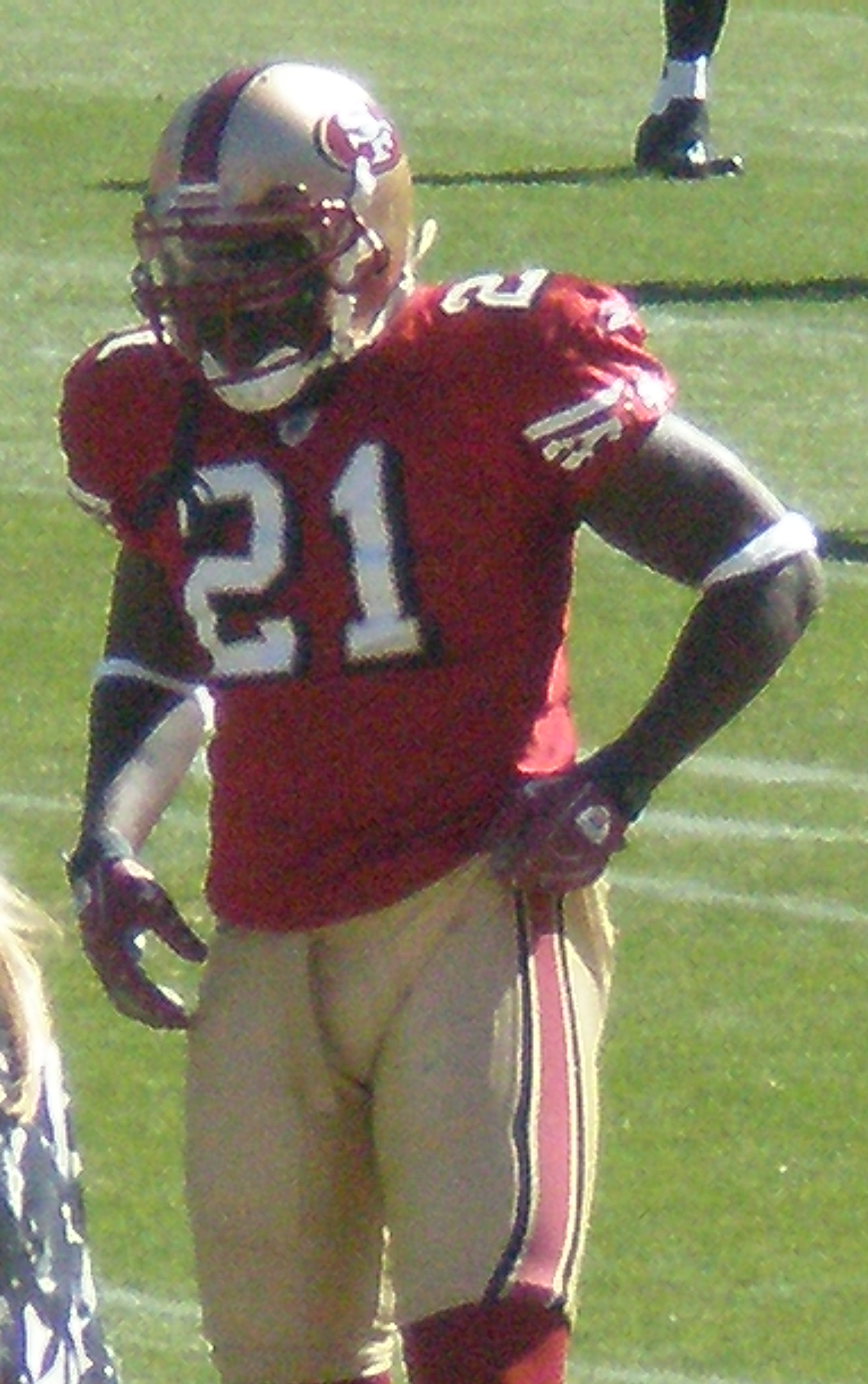
フランク・ゴア

2006年には4年連続の負け越しとなったが7勝9敗で地区3位で終えた。最終節のデンバー・ブロンコス戦では0-13とリードされながらオーバータイムの末26-23で破りブロンコスをプレーオフ争いから脱落させた。また前年NFCチャンピオンになった同地区のシアトル・シーホークスからも2勝をあげた。チームはマイアミ大学から入団して2年目のフランク・ゴアをエースRBに決めたがゴアはチーム記録であり、その年NFCトップの1,695ヤードを走り8タッチダウンをあげてプロボウルの先発選手にも選ばれた。
2007年シーズン開幕前、元ヘッドコーチのビル・ウォルシュが白血病で亡くなった。オフシーズンにバッファロー・ビルズのコーナーバック、ネイト・クレメンスがチームに加入し当時NFLのディフェンス選手として史上最高額となる8年間で8000万ドルの契約を結んだ。この年ドラフト1巡目に指名したLBパトリック・ウィリスはこの年のAP通信によって最優秀新人守備選手に選ばれた。シーズン開幕からアリゾナ・カージナルス、セントルイス・ラムズに連勝し1998年以来となる好スタートを切ったが4試合目のシアトル・シーホークス戦でエースQBのアレックス・スミスが肩を負傷し戦線を離脱した。彼の代役としてトレント・ディルファーが起用されたがチームは第3週から第12週まで8連敗を喫し5勝11敗に終わった。

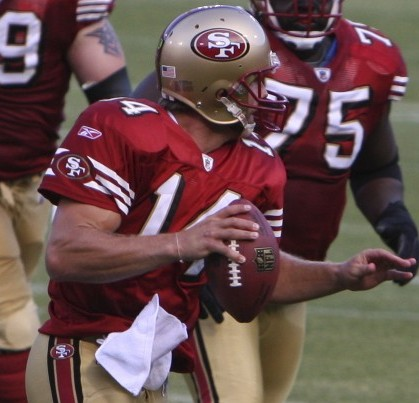
パスを投げようとするオサリバン

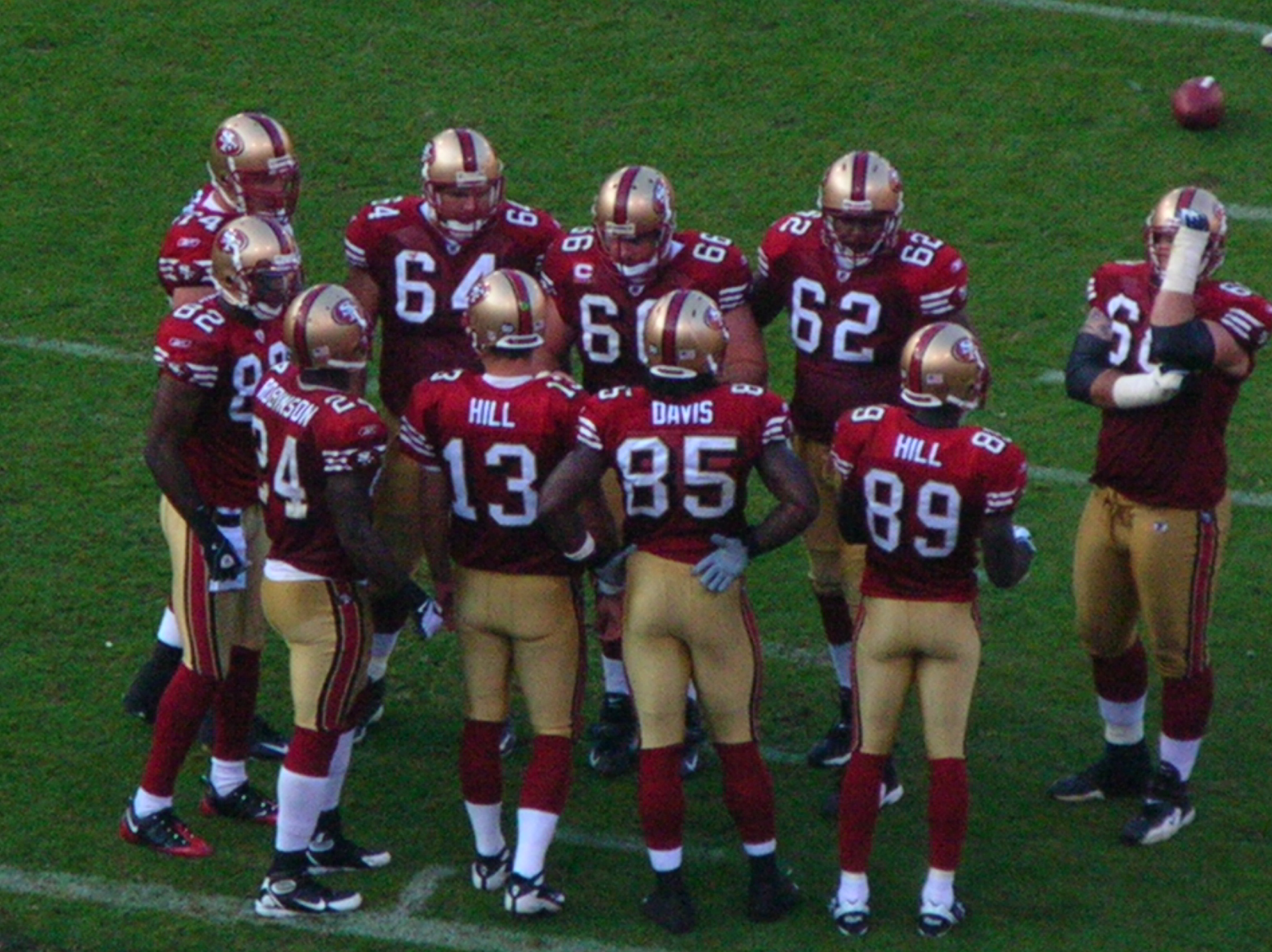
2008年11月16日対ラムズ戦でハドルを組む選手たち

2008年、オフシーズンにチームはショーン・ヒルと3年間の再契約を結んだ。またフリーエージェントでジャスティン・スミス、アイザック・ブルース、J・T・オサリバンを獲得した。オサリバンの獲得はチームの将来に期待したアレックス・スミスが怪我などにより満足にプレーできていないことによるものだった。ノーランヘッドコーチと新しくチームに来たオフェンスコーディネーターのマイク・マーツはスミス、ヒル、オサリバンの3人を競わせたがプレシーズンゲームで最も良いパフォーマンスを見せたオサリバンが先発QBとなった。
同年10月20日、ノーランヘッドコーチはシーズン途中で解任され暫定ヘッドコーチにはアシスタントヘッドコーチのマイク・シングレタリーが就任した。シングレタリーは不調のオサリバンに代わってシーズン途中からヒルを先発QBとして起用し、指揮を執り始めてからの9試合を5勝4敗の成績とし、チームは7勝9敗でシーズンを終えた。2009年から正式なヘッドコーチに就任、マイク・マーツオフェンスコーディネーターを解雇した。
2009年のドラフトでチームはWRマイケル・クラブツリーを1巡目全体10位で指名した。2009年の開幕先発QBを巡ってショーン・ヒルとアレックス・スミスが競ったがヒルが開幕QBに指名された。クラブツリーとの契約交渉はシーズン開幕を直前にした9月に入っても契約がまとまらず10月7日になってようやく契約を結んだ。この年チームは7点差以下での敗北が6試合と接戦をモノにすることができなかったが、8勝8敗でシーズンを終えて2003年から続いたシーズン負け越しが止まった。

### 2010年代
2010年、同地区のアリゾナ・カージナルスのエースQBカート・ワーナーの引退もあり地区優勝の候補にあげられていたが1979年以来となる開幕から5連敗を喫し、その間3連敗した時点でオフェンスコーディネーターのジミー・レイを解任した。同じく開幕から連敗続きであったカロライナ・パンサーズに敗れた際には球団幹部がシングレタリーヘッドコーチに不信感を持っているという報道も流れたがジョン・ヨークオーナーはこれを否定した。しかし5勝10敗となり、プレーオフ進出の可能性が完全に消滅した後チームはシングレタリーを解任。最終戦はジム・トムシュラが暫定ヘッドコーチとして指揮を執ることになった。
2011年1月7日、スタンフォード大学のHCであったジム・ハーボーをHCに招聘し、5年契約を結んだことを発表した。シーズン前はそれほど期待されていなかったが、第13週までに10勝2敗の成績をあげて8年ぶりにNFC西地区優勝を果たした。TDランを第15週まで相手に1つも許さなかったが、第16週にシアトル・シーホークスのマーショーン・リンチにTDランを許した（これまでのNFL記録は2）。NFC第2シードとなる13勝3敗の成績でシーズンを終えて駒を進めた、ニューオーリンズ・セインツとのディビジョナルプレーオフでは17-0のリードを一時逆転されながらも、残り9秒にアレックス・スミスからバーノン・デービスへの逆転TDパスが決まり36-32で勝利したが、NFCチャンピオンシップではニューヨーク・ジャイアンツに20-17（延長）で屈し、スーパーボウル進出は果たせなかった。
2012年、6勝2敗という好成績でシーズンをスタートし、第10週から脳震盪で負傷したQBアレックス・スミスに代わって2011年ドラフト2巡目指名のコリン・キャパニックに先発を交代させると、第11週のシカゴ・ベアーズ戦では243ヤード、2TDパスの活躍で勝利した。第12週にアレックス・スミスは先発できるまでに回復したものの、ハーボーはキャパニックを先発で起用し続けた。当初ハーボーはこの采配を批判されたが、ハーボーは走力のあるキャパニックを先発することでより戦術の幅が広がると考えた。その期待に応えキャパニックはピストル・オフェンスを多用し、第15週のペイトリオッツ戦でも42対31、自身も4TDパスの活躍で勝利した。レギュラーシーズンを11勝4敗1分の成績でプレイオフに進出、ディビジョナル・プレーオフのパッカーズ戦では自慢のランにより181ヤード、2TDを記録し45対31で勝利した。アトランタ・ファルコンズとのNFCチャンピオンシップゲームでは0対17の劣勢から堅守と自慢の攻撃力で逆転し、28対24で勝利し18年ぶりのスーパーボウル出場を果たした。スーパーボウルではジム・ハーボーの兄ジョン・ハーボーがHCであるボルティモア・レイブンズに敗れた。
2013年シーズンは12勝4敗でワイルドカード枠からプレイオフに進出し、NFCチャンピオンシップゲームに勝ち進み同地区ライバルのシアトル・シーホークスと対戦。序盤はリードしたが終盤にキャパニックが2インターセプト・1ファンブルロストと崩れ17対23で敗退した。このシーズンで本拠地キャンドルスティック・パークを離れた。
2014年シーズンは新本拠地のリーバイス・スタジアムで迎える最初の年となったが、序盤からハーボーHC解任の声が選手側からのリークをにおわす形で外部から挙がるなど、不穏な空気が漂った。それでもシーズン中盤まではプレーオフ争いに加わったが、終盤シーホークスに連敗したのが響き、最終成績8勝8敗で4シーズンぶりでプレーオフ進出を逃した。シーズン終了後、ハーボーは退任しミシガン大学のヘッドコーチに就任した。だがハーボー退任後、チームは連続して地区最下位に甘んじる結果となる。後任には代行HCの経験があり、ディフェンスラインコーチを務めていたジム・トムシュラが就いた。
2015年シーズンはシーズン中盤までバーノン・デービスをはじめとした主力選手の大量流出に見舞われ、更にキャパニックも負傷してQBがブレイン・ギャバートに交代するなどけが人も続出、終始チームが安定しないまま、5勝11敗で地区最下位に沈んだ。トムシュラHCは1年で解任され、後任には前フィラデルフィア・イーグルスHCのチップ・ケリーが就いた。
2016年は初戦を勝った後に、チーム史上最長の13連敗を喫してNFC最下位に沈み、2017年1月1日にHCチップ・ケリーも1年で解雇された。後任にはアトランタ・ファルコンズのオフェンス・コーディネーターであったカイル・シャナハンが就任した。
2017年も開幕から9連敗を喫し、地区最下位が確定した。第7週から先発QBをブライアン・ホイヤーから新人のC・J・ベサードに変更した後、第10週、ジャイアンツに勝利してシーズン全敗を回避。さらに、第12週の試合終盤に負傷したベサードに代わり、トレード期限直前にペイトリオッツから獲得したQBジミー・ガロポロが出場し始めるとチーム成績は上昇し、カンファレンス最下位を免れた。
2018年、開幕3試合目にしてガロポロが膝靭帯を断裂してシーズン絶望となった。4年ぶりに地区最下位を脱したが、4勝12敗に終わり5年連続してプレーオフを逃した。
2019年はガロポロおよびタイトエンドのジョージ・キトル、新人のディフェンシブエンドのニック・ボーサなどの活躍により、最終戦でシアトル・シーホークスに勝って13勝3敗と前年から大幅に成績を改善し、第1シードで6年ぶりにプレーオフに進出した。この年のレギュラーシーズンは、敗北した3試合を含む8試合が7点差以内と接戦が多く、最後の5試合は3勝2敗で終えたが、いずれも最後の10秒以内の得失点によって決着がついた。プレーオフでは初戦でミネソタ・バイキングスに勝ち、6シーズンぶりにNFCチャンピオンシップゲームに進み、グリーンベイ・パッカーズを破って7年ぶりにスーパーボウルに出場した。スーパーボウルではカンザスシティ・チーフスと対戦し第3Q終了時点で20-10とリードしていたが、第4Qに3TDを奪われ20-31で敗れた。

### 2020年代
2020年シーズンは新型コロナウイルス感染症の流行により、カリフォルニア州の命令で、州内の他のチームと同様にシーズン初めから無観客での開催試合を強いられた。さらに流行拡大に伴い、2020年11月28日には、ホームスタジアムのあるサンタ・クララ郡から3週間にわたって試合及び練習を禁じられたため、第13週と14週と第17週はアリゾナ・カーディナルスのホームであるステートファーム・スタジアムでホームゲームを開催することになった。チームはシーズン途中でガロポロやキトルを負傷で欠き、地区最下位に沈んだ。この年の12月、タンパベイ・バッカニアーズの練習生であったQBジョシュ・ローゼンと契約した。
2021年3月、故障がちのガロポロに代わるQBを得るため、マイアミ・ドルフィンズとの間でドラフト権の大規模なトレードを成立させた。2021年ドラフトの第1ラウンド3番目の権利を得る代わりに、同年第1ラウンド12番目の権利、2022年の第1ラウンドの権利および第3ラウンドの補償ドラフトの権利、さらに2023年の第1ラウンドの権利を譲渡した。2021年のドラフトでは、全体3位でノースダコタ州立大学のQBトレイ・ランスを指名した。2021年もガロポロがたびたび負傷欠場し、地区3位となった。最終戦で地区首位のロサンゼルス・ラムズと対戦し、17点差を逆転して延長で勝利し、対ラムズ戦の連勝を6に伸ばしてプレーオフに進出した。初戦ではシード3位のダラス・カウボーイズ、2戦目ではシード1位のグリーンベイ・パッカーズを破った。パッカーズ戦では第4Q中盤時点で3-10と劣勢だったが、敵陣深くで相手のパントをブロックし、新人のタラノア・フファンガがリカバーからTDを奪って同点、さらにラストワンプレーで45ヤードの決勝FGを決めるという劇的な内容だった。NFCチャンピオンシップ・ゲームではレギュラーシーズンでは連勝中であるラムズに敗れた。
2022年は開幕から若きランスを先発QBに起用することが明言され、故障がちなガロポロの去就が注目されていた。しかしシーズン開幕直前の8月29日に1年契約を結んで残留すると報じられた。迎えた開幕戦はシカゴ・ベアーズに敗れた。第2週のシーホークス戦の序盤にランスが右足首を負傷し、2023年シーズンの復帰を目指すことになった。その後はガロポロが先発QBとして出場した。ディフェンス面では開幕5試合全てを20失点以内に抑えたが、オフェンス陣はディーボ・サミュエル以外のレシーバーが今ひとつだったことから、10月20日にパンサーズとのトレードで2023年ドラフト2巡目、3巡目、4巡目指名権、2024年5巡目指名権と引き換えにRBクリスチャン・マカフリーを獲得した。第7週のチーフス戦に敗戦した時点で3勝4敗であり、一試合当たりの平均得点は20.7点であったが、ランとレシーブ両方で活躍するマカフリーを得て、残りの10試合の平均得点は30.5に向上した。平均失点も最初の7試合の19.0から、それ以降の10試合では14.4に改善し、最終的に総失点277、得失点差173はともにNFL全体1位を記録している。第13週のドルフィンズ戦1Qでガロポロが少なくともプレーオフ終盤までは復帰不可能だとされる負傷で交代すると、2022年ドラフトで"Mr.イレレバント"として最後の262位で指名されたQB ブロック・パーディーが交代出場し、レギュラーシーズンでタッチダウンパスを成功させた史上初めてのMr.イレレバントとなって勝利に貢献した。翌第14週のバッカニアーズ戦から先発出場すると、チームは第15週にシーホークスとの直接対決に勝利して連勝を7に伸ばし、同時に3年ぶりの地区優勝を果たした。そのままパーディーが先発し続けてチームは第8週以降10連勝でシーズンを終え、第2シードでプレーオフに進んだ。初戦のワイルドカードゲームでは、レギュラーシーズンでも2連勝していた同地区のシアトル・シーホークスを41-23で、続くディビジョナルラウンドではダラス・カウボーイズを19-12でそれぞれ破り、2年連続でNFCチャンピオンシップゲームに進出した。チャンピオンシップゲームではフィラデルフィア・イーグルスと対決したが、1Qでパーディが右ひじを負傷し、交代したジョンソンもまた脳震盪で負傷退場し、パーディが試合に戻るものの長いパスは投げられずに大差で敗退した。2023年3月14日、フォーティナイナーズとの契約が切れたガロポロがラスベガス・レイダースに移籍した。カロライナ・パンサーズでプレーしたQBサム・ダーノルドと契約した。フィラデルフィア・イーグルスでプレーしたDTジャボン・ハーグレイブと契約した。2023年シーズン開幕直前、パーディが順調にケガから回復し、ダーノルドのパフォーマンスが彼を上回ったため、トレイ・ランスをダラス・カウボーイズにトレードした。
2023年シーズンを3連勝で始めた後、GMとHCとの契約を複数年延長した。負傷から回復したパーディが初戦から先発QBとなり、開幕から5連勝とした。その後3連敗を喫し、ワシントン・コマンダーズからDEチェイス・ヤングを獲得して連敗を止めた。その後は連勝し、第14週にはNFL全チームの中では最も早くプレーオフ進出を決め、翌週には2年連続で地区優勝を果たした。第17週には、シード権1位を決めた。プレーオフ第一戦となるディビジョナル・プレーオフではシード7位のグリーンベイ・パッカーズに3点差で辛勝した。NFCチャンピオンシップゲームではデトロイト・ライオンズに前半で17点差をつけられるも逆転し、4年ぶりにスーパーボウルに進出した。スーパーボウルではカンザスシティ・チーフスと対戦したが、オーバータイムの末に22-25で敗れた。
2024年シーズンはマカフリー、パーディ、ブランドン・アイユークなど負傷者が続出し、地区最下位に終わりプレーオフ出場を逃した。失点ランキングでリーグ29位と低迷したチームはDCニック・ソレンセンを解雇し、かつてチームでDCを務め2024年シーズンまでニューヨーク・ジェッツのHCだったロバート・サラーをDCとした。さらにWRディーボ・サミュエルをワシントン・コマンダースにトレードした。

## 文化

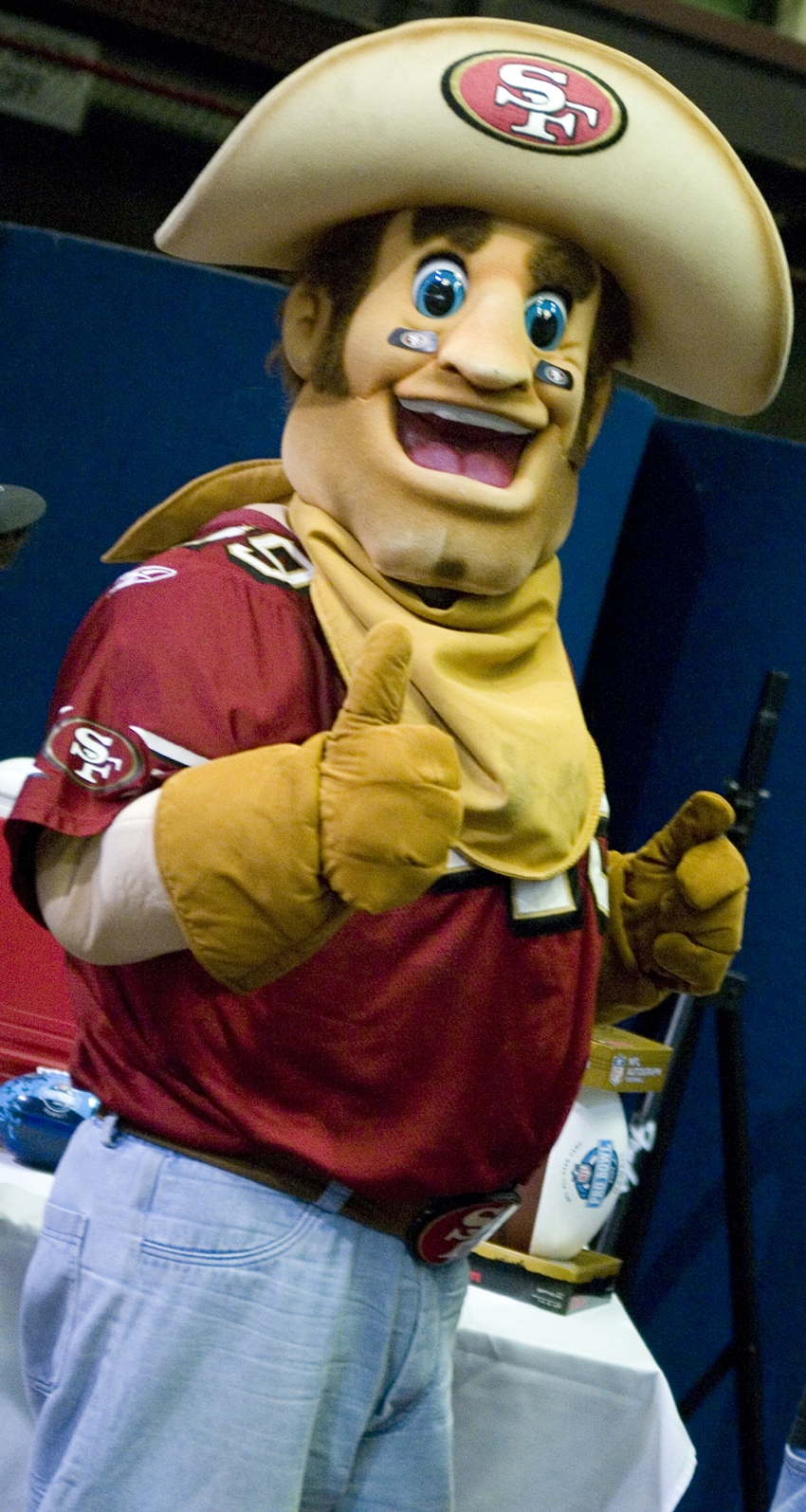
サワードウ・サム

### マスコット
チームのマスコットは、1970年代に誕生したゴールドラッシュの炭鉱者をモチーフとしたサワードウ・サム（Sourdough Sam）である。現在のマスコットは2代目であり、かつて1950年代にクレメンテインというラバのマスコットも存在していた。

### チアリーダー

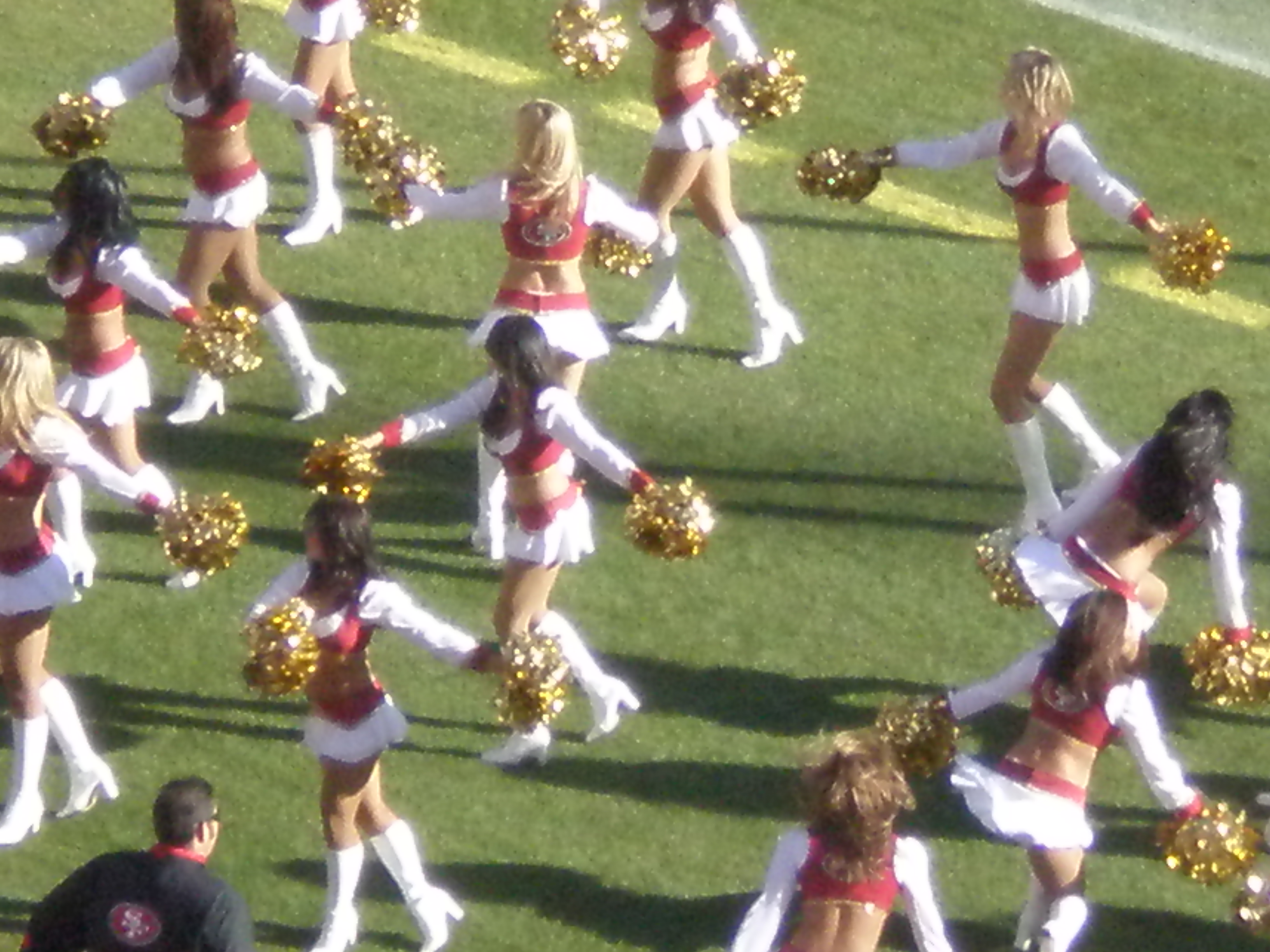
サンフランシスコ・ゴールドラッシュ（2008年）

チームのチアリーディングチームは、サンフランシスコ・フォーティナイナーズ・ゴールドラッシュ・チアリーダーズ（San Francisco 49ers Gold Rush Cheerleaders、略称: サンフランシスコ・ゴールドラッシュ）である。1983年に創設されて以降、フォーティナイナーズの試合だけでなく、チャリティーイベントへの参加や日本を含む海外公演なども行っている。かつて1946年から1970年までザ・ナイナー・ナゲッツ（The Niner Nuggets）と呼ばれるチアリーディングがおり、NFL唯一のチアリーダーとして活動していた。
女優のテリー・ハッチャーが1984年に在籍していたほか、日本人の安田愛（2001年 - 2003年）、杉谷季子（2001年）、齋藤佳子（2004年）、石田真紀（2006年 - 2008年）、佐竹美帆（2011年）、石阪愛理（2014年 - 2015年）、中野友理（2014年 - 2015年）も所属していた。

### 日本との関係
日本との関係が深いチームであり、前述のチアリーダー以外にも、後に読売ジャイアンツで活躍する日系アメリカ人の与那嶺要が1947年から2年間在籍。2002年には河口正史が日本人として初めてアメリカ本土でのNFLプレシーズン・ゲームに出場した。また、ジョー・モンタナは49ers在籍時に日本のCMにも出演した。2019-20シーズンには原田智也がチームオフィシャルカイロプラクターとして加わり、スーパーボウルでもサイドラインに立った。

## ライバル

### ロサンゼルス・ラムズ
ラムズと49ersは、共にカリフォルニア州を本拠地とするチームとして、激しいライバル関係にあった。ラムズのセントルイス移転時（同地区に残留）、ライバル関係は解消したと考える者もいたが、元ナイナーズのロジャー・クレイグはラムズがホームゲームを火星で行ったとしても両チームはライバルだと述べている。2016年シーズンよりラムズがロサンゼルスに本拠を戻したため、カリフォルニア州のライバルとしての関係が復活した。

### シアトル・シーホークス
2002年のリーグ再編により、シアトル・シーホークスがAFC西地区からNFC西地区に移転してきた。2010年シーズンからはシーホークスがHCにピート・キャロルを迎え、2011年シーズンからはフォーティーナイナーズがHCにジム・ハーボーを迎え、二人の大学チームHCとしてのライバル関係はNFLに持ち込まれた。ハーボーの去った後にフォーティーナイナーズは低迷したが、2019年には復活し、直接対決の2試合はいずれも3点差以内の僅差で1勝1敗となり、両チームともプレーオフに進出した。2022年シーズンにはワイルドカードラウンドで戦って勝利し、レギュラーシーズンを含めて3連勝とした。

### NFC西地区のライバル
2001年シーズンまではラムズの他にアトランタ・ファルコンズ、カロライナ・パンサーズ、ニューオーリンズ・セインツの3チームが同一地区で争った。これら3チームは全てミシシッピ川以東にあり、NFC東地区のアリゾナ・カージナルスやダラス・カウボーイズより東に位置していた。1970年から2002年までの33年間中28回はナイナーズかラムズが地区優勝を果たした。2003年から2007年まではシアトル・シーホークスが地区優勝を果たしている（2008年はカージナルスが地区優勝した）。

### オークランド・レイダース(現ラスベガス・レイダース)
サンフランシスコ湾沿いの同じ大都市圏に本拠地を置いていたオークランド・レイダースとの試合は"Battle of the Bay"と呼ばれている。ただし両チームは違うカンファレンスに所属しているためレギュラーシーズンに対戦することは4年に一度のみである。プレシーズンゲームはレイダースがAFLに所属していた1967年に初めてプレシーズンゲームが行われ、13-10でナイナーズが勝利した。1970年にNFLとAFLが統合したが、この年38-7でナイナーズが勝利した。両チームの間の熱戦は、レイダースがロサンゼルスに移転した後も行われ、カリフォルニア州北部のレイダースファンは、多くがナイナーズファンとなり、州の北部と南部での対立となった。1982年にはスーパーボウルチャンピオンのナイナーズをレイダースが23-17で破った。2011年のプレシーズンゲーム第3週にキャンドルスティック・パークで行われた試合でトイレやスタンドなどで衝突が起き、スタジアムの外では拳銃も使用される事件が起きて以降、プレシーズンゲームでは対戦していない。レギュラーシーズンの対戦では8勝7敗であり、直近では2022年の第17週に対戦し、延長の末37-34でナイナーズが勝利した。なお、レイダースは2020年にラスベガスに移転した。

### ダラス・カウボーイズ
ダラス・カウボーイズとはプレーオフで9度対戦している。1970年、1971年のNFCチャンピオンシップゲーム、1972年のディビジョナルプレーオフでチームは3年連続敗れた。1981年のチャンピオンシップゲームでは試合終了間際にモンタナからクラークへの決勝TDパス（ザ・キャッチ）が決まりナイナーズが勝利した。1992年から1994年までの3年間もNFCチャンピオンシップゲームで対戦し事実上の頂上対決と言われた。1992年、1993年はチームは敗れたが1994年に勝利し、その後第29回スーパーボウルを制している。両チームはスーパボウルを5回制しており、これはピッツバーグ・スティーラーズとニューイングランド・ペイトリオッツの6回に次ぐ記録である。その後26年間プレーオフでの対戦はなかったが、2021年ワイルドカードゲームで23-17、2022年ディビジョナルラウンドで19-12といずれも勝利を収めている。

### ニューヨーク・ジャイアンツ
ニューヨーク・ジャイアンツとは1980年代以降プレーオフで8回対戦している。1981年、1984年には地元キャンドルスティックパークで38-24, 21-10で勝利したが1985年、1986年にはジャイアンツ・スタジアムで3-17, 3-49と敗れた。1991年1月に行われた1990年のレギュラーシーズンのプレーオフではNFCチャンピオンシップゲームでマット・バーの5本のFGで13-15と敗れてスーパーボウル3連覇の夢を断たれた。この試合でレナード・マーシャルのヒットを受けて負傷したモンタナはその後2年間で1試合しか出場できずその後チームを去った。1993年のプレーオフでは44-3とナイナーズが圧勝した。2002年のワイルドカードプレーオフでは14-38とリードされ、ジャイアンツのその年の守備はNFLの上位であったがTD2本を短い時間で決め2度の2ポイントコンバージョンも共に成功、FGも決めてチームは33-38と追いすがった。残り1分でジェフ・ガルシアからタイ・ストリーツへの13ヤードのTDパスも決まり39-38と逆転した。その後ジャイアンツのQBケリー・コリンズもナイナーズ陣23ヤードまで攻め込み残り6秒で逆転FGを狙ったがスナップのミスでホールダーのマット・アレンはパスを狙ったが不成功に終わり試合は終了した。この試合はNFLプレーオフ史上の逆転劇中2番目の得点差からのものである。2011年シーズンのNFCチャンピオンシップにおける対戦では20-17で敗れた（前記）。

### グリーンベイ・パッカーズ
1995年にスーパーボウル連覇を狙ったプレーオフで17-27と敗れてからライバル関係が始まった。この試合を含めてナイナーズは5連敗を喫してその内4試合はプレーオフでの対戦だった。1998年のワイルドカードプレーオフの試合終了間際にスティーブ・ヤングはテレル・オーウェンスに決勝TDを通した。このプレーはザ・キャッチ2と呼ばれている。2021年シーズンのディビジョナルプレーオフゲームでプレーオフ通算9回目の対戦となり、この試合にナイナーズが勝利したことでプレーオフ通算5勝4敗と勝ち越した。

### クリーブランド・ブラウンズ
チーム発足時所属したAAFCのライバルチーム。両チームともAAFC西地区に所属し、AAFCが存続した4年間、ブラウンズが優勝、49ERSが2位という関係が続いた。1949年シーズン後にAAFCがNFLに吸収合併された際、49ERSとブラウンズはNFLに合流した。両チームと共に合流したボルチモア・コルツ（現存のコルツは別チーム）が合流後1年で消滅したため、AAFC由来で現存するチームはこの2チームのみとなっている。

## 2025年シーズン
|      | AFC            | AFC        | AFC            | AFC            | NFC          | NFC            | NFC          | NFC          |
| 前年 | 西地区         | 南地区     | 北地区         | 東地区         | 西地区       | 南地区         | 北地区       | 東地区       |
| ---- | -------------- | ---------- | -------------- | -------------- | ------------ | -------------- | ------------ | ------------ |
| 1位  | チーフス       | テキサンズ | レイブンズ     | ビルズ         | ラムズ       | バッカニアーズ | ライオンズ   | イーグルス   |
| 2位  | チャージャーズ | コルツ     | スティーラーズ | ドルフィンズ   | シーホークス | ファルコンズ   | バイキングス | コマンダース |
| 3位  | ブロンコス     | ジャガーズ | ベンガルズ     | ジェッツ       | カージナルス | パンサーズ     | パッカーズ   | カウボーイズ |
| 4位  | レイダース     | タイタンズ | ブラウンズ     | ペイトリオッツ | 49ers        | セインツ       | ベアーズ     | ジャイアンツ |

 ：1度対戦　 ：2度対戦
| 年   | 成績           | NFC  | 地区 | 勝 | 敗 | 分 | 率   | Div   | Con   | 平均得点 | 平均失点 |
| ---- | -------------- | ---- | ---- | -- | -- | -- | ---- | ----- | ----- | -------- | -------- |
| 2025 |                |      |      | 0  | 0  | 0  | –    | -     | -     |          |          |
| 2024 | レギュラー敗退 | 12位 | 4位  | 6  | 11 | 0  | .353 | 1-5   | 4-8   | 22.5     | 25.6     |
| 2023 | NFC優勝/SB敗戦 | 1位  | 優勝 | 12 | 5  | 0  | .706 | 5–1   | 10–2  | 28.9     | 17.5     |
| 2022 | NFC決勝敗退    | 2位  | 優勝 | 13 | 4  | 0  | .765 | 6–0   | 10–2  | 26.5     | 16.3     |
| 2021 | NFC決勝敗退    | 6位  | 3位  | 10 | 7  | 0  | .588 | 2–4   | 7–5   | 25.1     | 21.5     |
| 2020 | レギュラー敗退 | 10位 | 4位  | 6  | 10 | 0  | .375 | 3–3   | 4–8   | 23.5     | 24.4     |
| 2019 | NFC優勝/SB敗戦 | 1位  | 優勝 | 13 | 3  | 0  | .813 | 5–1   | 10–2  | 29.9     | 19.4     |
| 2018 | レギュラー敗退 | 15位 | 3位  | 4  | 12 | 0  | .250 | 1-5   | 2-10  | 21.4     | 27.2     |
| 2017 | レギュラー敗退 | 13位 | 4位  | 6  | 10 | 0  | .375 | 1-5   | 3-9   | 20.7     | 23.9     |
| 2016 | レギュラー敗退 | 16位 | 4位  | 2  | 14 | 0  | .125 | 2-4   | 2-10  | 19.3     | 30.0     |
| 2015 | レギュラー敗退 | 15位 | 4位  | 5  | 11 | 0  | .313 | 1-5   | 4-8   | 14.9     | 24.2     |
| 2014 | レギュラー敗退 | 8位  | 3位  | 8  | 8  | 0  | .500 | 2-4   | 7-5   | 19.1     | 21.3     |
| 2013 | NFC決勝敗退    | 5位  | 2位  | 12 | 4  | 0  | .750 | 5-1   | 9-3   | 25.4     | 17.0     |
| 2012 | NFC優勝/SB敗戦 | 2位  | 優勝 | 11 | 4  | 1  | .719 | 3-2-1 | 7-4-1 | 24.8     | 17.1     |
| 2011 | NFC決勝敗退    | 2位  | 優勝 | 13 | 3  | 0  | .813 | 5-1   | 10-2  | 23.8     | 14.3     |
| 2010 | レギュラー敗退 | 12位 | 3位  | 6  | 10 | 0  | .375 | 4-2   | 4-8   | 19.1     | 21.6     |
| 2009 | レギュラー敗退 | 9位  | 2位  | 8  | 8  | 0  | .500 | 5-1   | 7-5   | 20.6     | 17.6     |
| 2008 | レギュラー敗退 | 12位 | 2位  | 7  | 9  | 0  | .438 | 3-3   | 5-7   | 21.2     | 23.8     |
| 2007 | レギュラー敗退 | 14位 | 3位  | 5  | 11 | 0  | .313 | 3-3   | 4-8   | 13.7     | 22.8     |
| 2006 | レギュラー敗退 | 10位 | 3位  | 7  | 9  | 0  | .438 | 3-3   | 5-7   | 18.6     | 25.8     |
| 2005 | レギュラー敗退 | 15位 | 4位  | 4  | 12 | 0  | .250 | 2-4   | 3-9   | 14.9     | 26.8     |

### 2024年シーズン成績
| (4)ロサンゼルス・ラムズ | 10 | 7  | 0 | .588 | 4-2 | 6-6 | 367 | 386 | 21.6 | 22.7 | .505 | .441 |
| シアトル・シーホークス  | 10 | 7  | 0 | .588 | 4-2 | 6-6 | 375 | 368 | 22.1 | 21.6 | .498 | .424 |
| アリゾナ・カージナルス  | 8  | 9  | 0 | .471 | 3-3 | 4-8 | 400 | 379 | 23.5 | 22.3 | .536 | .404 |
| サンフランシスコ・49ers | 6  | 11 | 0 | .353 | 1-5 | 4-8 | 383 | 436 | 22.5 | 25.6 | .564 | .402 |

| NFC 2024       | NFC 2024                     | NFC 2024 | NFC 2024 | NFC 2024 | NFC 2024 | NFC 2024 | NFC 2024 | NFC 2024 | NFC 2024 | NFC 2024 |
| 順 位          | チーム                       | 地 区    | 勝       | 敗       | 分       | 勝率     | DIV      | CON      | SOS      | SOV      |
| 地区優勝       | 地区優勝                     | 地区優勝 | 地区優勝 | 地区優勝 | 地区優勝 | 地区優勝 | 地区優勝 | 地区優勝 | 地区優勝 | 地区優勝 |
| -------------- | ---------------------------- | -------- | -------- | -------- | -------- | -------- | -------- | -------- | -------- | -------- |
| 1              | デトロイト・ライオンズ       | 北       | 15       | 2        | 0        | .882     | 6-0      | 11-1     | .516     | .494     |
| 2              | フィラデルフィア・イーグルス | 東       | 14       | 3        | 0        | .824     | 5-1      | 9-3      | .453     | .424     |
| 3              | タンパベイ・バッカニアーズ   | 南       | 10       | 7        | 0        | .588     | 4-2      | 8-4      | .502     | .465     |
| 4              | ロサンゼルス・ラムズ         | 西       | 10       | 7        | 0        | .588     | 4-2      | 6-6      | .505     | .441     |
| ワイルドカード |                              |          |          |          |          |          |          |          |          |          |
| 5              | ミネソタ・バイキングス       | 北       | 14       | 3        | 0        | .824     | 4-2      | 9-3      | .474     | .408     |
| 6              | ワシントン・コマンダース     | 東       | 12       | 5        | 0        | .706     | 4-2      | 9-3      | .436     | .358     |
| 7              | グリーンベイ・パッカーズ     | 北       | 11       | 6        | 0        | .647     | 1-5      | 6-6      | .533     | .412     |
|                |                              |          |          |          |          |          |          |          |          |          |
| 8              | シアトル・シーホークス       | 西       | 10       | 7        | 0        | .588     | 4-2      | 6-6      | .498     | .424     |
| 9              | アトランタ・ファルコンズ     | 南       | 8        | 9        | 0        | .471     | 4-2      | 7-5      | .519     | .426     |
| 10             | アリゾナ・カージナルス       | 西       | 8        | 9        | 0        | .471     | 3-3      | 4-8      | .536     | .404     |
| 11             | ダラス・カウボーイズ         | 東       | 7        | 10       | 0        | .412     | 3-3      | 5-7      | .522     | .387     |
| 12             | サンフランシスコ・49ers      | 西       | 6        | 11       | 0        | .353     | 1-5      | 4-8      | .564     | .402     |
| 13             | シカゴ・ベアーズ             | 北       | 5        | 12       | 0        | .294     | 1-5      | 3-9      | .554     | .388     |
| 14             | カロライナ・パンサーズ       | 南       | 5        | 12       | 0        | .294     | 2-4      | 4-8      | .498     | .329     |
| 15             | ニューオーリンズ・セインツ   | 南       | 5        | 12       | 0        | .294     | 2-4      | 4-8      | .505     | .306     |
| 16             | ニューヨーク・ジャイアンツ   | 東       | 3        | 14       | 0        | .176     | 0-6      | 1-11     | .554     | .412     |
| タイブレーク   |                              |          |          |          |          |          |          |          |          |          |
| 1. 2. 3. 4. 5. |                              |          |          |          |          |          |          |          |          |          |

|  |                                                      |                                                      |                                                      |                                                |                                  |                                  |                                  |                                |          |    |                                  |                                  |                                  |  |  |                                   |                                   |                                   |
|  | ワイルドカード・プレーオフ                           | ワイルドカード・プレーオフ                           | ワイルドカード・プレーオフ                           |                                                |                                  | ディビジョナル・プレーオフ       | ディビジョナル・プレーオフ       | ディビジョナル・プレーオフ     |          |    |                                  |                                  |                                  |  |  |                                   |                                   |                                   |
|  | 2025年1月11日 M&Tバンク・スタジアム                  | 2025年1月11日 M&Tバンク・スタジアム                  | 2025年1月11日 M&Tバンク・スタジアム                  |                                                |                                  | 1月19日 ハイマーク・スタジアム   | 1月19日 ハイマーク・スタジアム   | 1月19日 ハイマーク・スタジアム |          |    | 1月26日 アローヘッド・スタジアム | 1月26日 アローヘッド・スタジアム | 1月26日 アローヘッド・スタジアム |  |  | 2月9日 シーザーズ・スーパードーム | 2月9日 シーザーズ・スーパードーム | 2月9日 シーザーズ・スーパードーム |
|  | 6                                                    | スティーラーズ                                       | 14                                                   |                                                |                                  | 1月19日 ハイマーク・スタジアム   | 1月19日 ハイマーク・スタジアム   | 1月19日 ハイマーク・スタジアム |          |    | 1月26日 アローヘッド・スタジアム | 1月26日 アローヘッド・スタジアム | 1月26日 アローヘッド・スタジアム |  |  | 2月9日 シーザーズ・スーパードーム | 2月9日 シーザーズ・スーパードーム | 2月9日 シーザーズ・スーパードーム |
|  | 6                                                    | スティーラーズ                                       | 14                                                   |                                                |                                  | 1月19日 ハイマーク・スタジアム   | 1月19日 ハイマーク・スタジアム   | 1月19日 ハイマーク・スタジアム |          |    | 1月26日 アローヘッド・スタジアム | 1月26日 アローヘッド・スタジアム | 1月26日 アローヘッド・スタジアム |  |  | 2月9日 シーザーズ・スーパードーム | 2月9日 シーザーズ・スーパードーム | 2月9日 シーザーズ・スーパードーム |
|  | 3                                                    | レイブンズ                                           | 28                                                   |                                                |                                  | 1月19日 ハイマーク・スタジアム   | 1月19日 ハイマーク・スタジアム   | 1月19日 ハイマーク・スタジアム |          |    | 1月26日 アローヘッド・スタジアム | 1月26日 アローヘッド・スタジアム | 1月26日 アローヘッド・スタジアム |  |  | 2月9日 シーザーズ・スーパードーム | 2月9日 シーザーズ・スーパードーム | 2月9日 シーザーズ・スーパードーム |
|  | 3                                                    | レイブンズ                                           | 28                                                   |                                                |                                  | 1月19日 ハイマーク・スタジアム   | 1月19日 ハイマーク・スタジアム   | 1月19日 ハイマーク・スタジアム |          |    | 1月26日 アローヘッド・スタジアム | 1月26日 アローヘッド・スタジアム | 1月26日 アローヘッド・スタジアム |  |  | 2月9日 シーザーズ・スーパードーム | 2月9日 シーザーズ・スーパードーム | 2月9日 シーザーズ・スーパードーム |
|  | 2025年1月12日 ハイマーク・スタジアム                 | 2025年1月12日 ハイマーク・スタジアム                 | 2025年1月12日 ハイマーク・スタジアム                 | 3                                              | レイブンズ                       | 25                               |                                  |                                |          |    | 1月26日 アローヘッド・スタジアム | 1月26日 アローヘッド・スタジアム | 1月26日 アローヘッド・スタジアム |  |  | 2月9日 シーザーズ・スーパードーム | 2月9日 シーザーズ・スーパードーム | 2月9日 シーザーズ・スーパードーム |
|  | 2025年1月12日 ハイマーク・スタジアム                 | 2025年1月12日 ハイマーク・スタジアム                 | 2025年1月12日 ハイマーク・スタジアム                 | 3                                              | レイブンズ                       | 25                               |                                  |                                |          |    | 1月26日 アローヘッド・スタジアム | 1月26日 アローヘッド・スタジアム | 1月26日 アローヘッド・スタジアム |  |  | 2月9日 シーザーズ・スーパードーム | 2月9日 シーザーズ・スーパードーム | 2月9日 シーザーズ・スーパードーム |
|  | 2025年1月12日 ハイマーク・スタジアム                 | 2025年1月12日 ハイマーク・スタジアム                 | 2025年1月12日 ハイマーク・スタジアム                 |                                                | 2                                | ビルズ                           | 27                               |                                |          |    | 1月26日 アローヘッド・スタジアム | 1月26日 アローヘッド・スタジアム | 1月26日 アローヘッド・スタジアム |  |  | 2月9日 シーザーズ・スーパードーム | 2月9日 シーザーズ・スーパードーム | 2月9日 シーザーズ・スーパードーム |
|  | 2025年1月12日 ハイマーク・スタジアム                 | 2025年1月12日 ハイマーク・スタジアム                 | 2025年1月12日 ハイマーク・スタジアム                 |                                                | 2                                | ビルズ                           | 27                               |                                |          |    | 1月26日 アローヘッド・スタジアム | 1月26日 アローヘッド・スタジアム | 1月26日 アローヘッド・スタジアム |  |  | 2月9日 シーザーズ・スーパードーム | 2月9日 シーザーズ・スーパードーム | 2月9日 シーザーズ・スーパードーム |
|  | 7                                                    | ブロンコス                                           | 7                                                    | AFC                                            | AFC                              | AFC                              |                                  |                                |          |    | 1月26日 アローヘッド・スタジアム | 1月26日 アローヘッド・スタジアム | 1月26日 アローヘッド・スタジアム |  |  | 2月9日 シーザーズ・スーパードーム | 2月9日 シーザーズ・スーパードーム | 2月9日 シーザーズ・スーパードーム |
|  | 7                                                    | ブロンコス                                           | 7                                                    | AFC                                            | AFC                              | AFC                              |                                  |                                |          |    | 1月26日 アローヘッド・スタジアム | 1月26日 アローヘッド・スタジアム | 1月26日 アローヘッド・スタジアム |  |  | 2月9日 シーザーズ・スーパードーム | 2月9日 シーザーズ・スーパードーム | 2月9日 シーザーズ・スーパードーム |
|  | 2                                                    | ビルズ                                               | 31                                                   |                                                | 1月18日 アローヘッド・スタジアム | 1月18日 アローヘッド・スタジアム | 1月18日 アローヘッド・スタジアム |                                |          |    | 1月26日 アローヘッド・スタジアム | 1月26日 アローヘッド・スタジアム | 1月26日 アローヘッド・スタジアム |  |  | 2月9日 シーザーズ・スーパードーム | 2月9日 シーザーズ・スーパードーム | 2月9日 シーザーズ・スーパードーム |
|  | 2                                                    | ビルズ                                               | 31                                                   |                                                | 1月18日 アローヘッド・スタジアム | 1月18日 アローヘッド・スタジアム | 1月18日 アローヘッド・スタジアム |                                |          |    | 1月26日 アローヘッド・スタジアム | 1月26日 アローヘッド・スタジアム | 1月26日 アローヘッド・スタジアム |  |  | 2月9日 シーザーズ・スーパードーム | 2月9日 シーザーズ・スーパードーム | 2月9日 シーザーズ・スーパードーム |
|  | 2025年1月11日 NRGスタジアム                          | 2025年1月11日 NRGスタジアム                          | 2025年1月11日 NRGスタジアム                          | 2                                              | 1月18日 アローヘッド・スタジアム | 1月18日 アローヘッド・スタジアム | 1月18日 アローヘッド・スタジアム | ビルズ                         | 29       |    |                                  |                                  |                                  |  |  | 2月9日 シーザーズ・スーパードーム | 2月9日 シーザーズ・スーパードーム | 2月9日 シーザーズ・スーパードーム |
|  | 2025年1月11日 NRGスタジアム                          | 2025年1月11日 NRGスタジアム                          | 2025年1月11日 NRGスタジアム                          | 2                                              | 1月18日 アローヘッド・スタジアム | 1月18日 アローヘッド・スタジアム | 1月18日 アローヘッド・スタジアム | ビルズ                         | 29       |    |                                  |                                  |                                  |  |  | 2月9日 シーザーズ・スーパードーム | 2月9日 シーザーズ・スーパードーム | 2月9日 シーザーズ・スーパードーム |
|  | 2025年1月11日 NRGスタジアム                          | 2025年1月11日 NRGスタジアム                          | 2025年1月11日 NRGスタジアム                          |                                                | 1月18日 アローヘッド・スタジアム | 1月18日 アローヘッド・スタジアム | 1月18日 アローヘッド・スタジアム | 1                              | チーフス | 32 |                                  |                                  |                                  |  |  | 2月9日 シーザーズ・スーパードーム | 2月9日 シーザーズ・スーパードーム | 2月9日 シーザーズ・スーパードーム |
|  | 2025年1月11日 NRGスタジアム                          | 2025年1月11日 NRGスタジアム                          | 2025年1月11日 NRGスタジアム                          |                                                | 1月18日 アローヘッド・スタジアム | 1月18日 アローヘッド・スタジアム | 1月18日 アローヘッド・スタジアム | 1                              | チーフス | 32 |                                  |                                  |                                  |  |  | 2月9日 シーザーズ・スーパードーム | 2月9日 シーザーズ・スーパードーム | 2月9日 シーザーズ・スーパードーム |
|  | 2025年1月11日 NRGスタジアム                          | 2025年1月11日 NRGスタジアム                          | 2025年1月11日 NRGスタジアム                          | AFCチャンピオンシップ                          | 1月18日 アローヘッド・スタジアム | 1月18日 アローヘッド・スタジアム | 1月18日 アローヘッド・スタジアム |                                |          |    |                                  |                                  |                                  |  |  | 2月9日 シーザーズ・スーパードーム | 2月9日 シーザーズ・スーパードーム | 2月9日 シーザーズ・スーパードーム |
|  | 2025年1月11日 NRGスタジアム                          | 2025年1月11日 NRGスタジアム                          | 2025年1月11日 NRGスタジアム                          |                                                | 1月18日 アローヘッド・スタジアム | 1月18日 アローヘッド・スタジアム | 1月18日 アローヘッド・スタジアム |                                |          |    |                                  |                                  |                                  |  |  | 2月9日 シーザーズ・スーパードーム | 2月9日 シーザーズ・スーパードーム | 2月9日 シーザーズ・スーパードーム |
|  | 2025年1月11日 NRGスタジアム                          | 2025年1月11日 NRGスタジアム                          | 2025年1月11日 NRGスタジアム                          | 1月26日 リンカーン・フィナンシャル・フィールド | 1月18日 アローヘッド・スタジアム | 1月18日 アローヘッド・スタジアム | 1月18日 アローヘッド・スタジアム |                                |          |    |                                  |                                  |                                  |  |  | 2月9日 シーザーズ・スーパードーム | 2月9日 シーザーズ・スーパードーム | 2月9日 シーザーズ・スーパードーム |
|  | 5                                                    | チャージャーズ                                       | 12                                                   |                                                | 1月18日 アローヘッド・スタジアム | 1月18日 アローヘッド・スタジアム | 1月18日 アローヘッド・スタジアム |                                |          |    |                                  |                                  |                                  |  |  | 2月9日 シーザーズ・スーパードーム | 2月9日 シーザーズ・スーパードーム | 2月9日 シーザーズ・スーパードーム |
|  | 5                                                    | チャージャーズ                                       | 12                                                   | 4                                              | テキサンズ                       | 14                               |                                  |                                |          |    |                                  |                                  |                                  |  |  | 2月9日 シーザーズ・スーパードーム | 2月9日 シーザーズ・スーパードーム | 2月9日 シーザーズ・スーパードーム |
|  | 4                                                    | テキサンズ                                           | 32                                                   | 4                                              | テキサンズ                       | 14                               |                                  |                                |          |    |                                  |                                  |                                  |  |  | 2月9日 シーザーズ・スーパードーム | 2月9日 シーザーズ・スーパードーム | 2月9日 シーザーズ・スーパードーム |
|  | 4                                                    | テキサンズ                                           | 32                                                   | 1                                              | チーフス                         | 23                               |                                  |                                |          |    |                                  |                                  |                                  |  |  | 2月9日 シーザーズ・スーパードーム | 2月9日 シーザーズ・スーパードーム | 2月9日 シーザーズ・スーパードーム |
|  | 2025年1月12日 レイモンド・ジェームス・スタジアム     |                                                      |                                                      | 1                                              | チーフス                         | 23                               |                                  |                                |          |    |                                  |                                  |                                  |  |  | 2月9日 シーザーズ・スーパードーム | 2月9日 シーザーズ・スーパードーム | 2月9日 シーザーズ・スーパードーム |
|  | 1月18日 フォード・フィールド                         |                                                      |                                                      |                                                |                                  |                                  |                                  |                                |          |    |                                  |                                  |                                  |  |  | 2月9日 シーザーズ・スーパードーム | 2月9日 シーザーズ・スーパードーム | 2月9日 シーザーズ・スーパードーム |
|  |                                                      |                                                      |                                                      |                                                |                                  |                                  |                                  |                                |          |    |                                  |                                  |                                  |  |  | 2月9日 シーザーズ・スーパードーム | 2月9日 シーザーズ・スーパードーム | 2月9日 シーザーズ・スーパードーム |
|  |                                                      |                                                      |                                                      |                                                |                                  |                                  |                                  |                                |          |    |                                  |                                  |                                  |  |  | 2月9日 シーザーズ・スーパードーム | 2月9日 シーザーズ・スーパードーム | 2月9日 シーザーズ・スーパードーム |
|  |                                                      |                                                      |                                                      |                                                |                                  |                                  |                                  |                                |          |    |                                  |                                  |                                  |  |  | 2月9日 シーザーズ・スーパードーム | 2月9日 シーザーズ・スーパードーム | 2月9日 シーザーズ・スーパードーム |
|  | A1                                                   | チーフス                                             | 22                                                   |                                                |                                  |                                  |                                  |                                |          |    |                                  |                                  |                                  |  |  |                                   |                                   |                                   |
|  | A1                                                   | チーフス                                             | 22                                                   |                                                |                                  |                                  |                                  |                                |          |    |                                  |                                  |                                  |  |  |                                   |                                   |                                   |
|  |                                                      | N2                                                   | イーグルス                                           | 40                                             |                                  |                                  |                                  |                                |          |    |                                  |                                  |                                  |  |  |                                   |                                   |                                   |
|  |                                                      | N2                                                   | イーグルス                                           | 40                                             |                                  |                                  |                                  |                                |          |    |                                  |                                  |                                  |  |  |                                   |                                   |                                   |
|  | 第59回スーパーボウル                                 |                                                      |                                                      |                                                |                                  |                                  |                                  |                                |          |    |                                  |                                  |                                  |  |  |                                   |                                   |                                   |
|  |                                                      |                                                      |                                                      |                                                |                                  |                                  |                                  |                                |          |    |                                  |                                  |                                  |  |  |                                   |                                   |                                   |
|  |                                                      |                                                      |                                                      |                                                |                                  |                                  |                                  |                                |          |    |                                  |                                  |                                  |  |  |                                   |                                   |                                   |
|  | 6                                                    | コマンダース                                         | 23                                                   |                                                |                                  |                                  |                                  |                                |          |    |                                  |                                  |                                  |  |  |                                   |                                   |                                   |
|  | 6                                                    | コマンダース                                         | 23                                                   | 6                                              | コマンダース                     | 45                               |                                  |                                |          |    |                                  |                                  |                                  |  |  |                                   |                                   |                                   |
|  | 3                                                    | バッカニアーズ                                       | 20                                                   | 6                                              | コマンダース                     | 45                               |                                  |                                |          |    |                                  |                                  |                                  |  |  |                                   |                                   |                                   |
|  | 3                                                    | バッカニアーズ                                       | 20                                                   | 1                                              | ライオンズ                       | 31                               |                                  |                                |          |    |                                  |                                  |                                  |  |  |                                   |                                   |                                   |
|  | 2025年1月13日 ステートファーム・スタジアム           |                                                      |                                                      | 1                                              | ライオンズ                       | 31                               |                                  |                                |          |    |                                  |                                  |                                  |  |  |                                   |                                   |                                   |
|  | NFC                                                  |                                                      |                                                      |                                                |                                  |                                  |                                  |                                |          |    |                                  |                                  |                                  |  |  |                                   |                                   |                                   |
|  |                                                      |                                                      |                                                      |                                                |                                  |                                  |                                  |                                |          |    |                                  |                                  |                                  |  |  |                                   |                                   |                                   |
|  | 1月19日 リンカーン・フィナンシャル・フィールド       |                                                      |                                                      |                                                |                                  |                                  |                                  |                                |          |    |                                  |                                  |                                  |  |  |                                   |                                   |                                   |
|  |                                                      |                                                      |                                                      |                                                |                                  |                                  |                                  |                                |          |    |                                  |                                  |                                  |  |  |                                   |                                   |                                   |
|  | 6                                                    | コマンダース                                         | 23                                                   |                                                |                                  |                                  |                                  |                                |          |    |                                  |                                  |                                  |  |  |                                   |                                   |                                   |
|  | 6                                                    | コマンダース                                         | 23                                                   |                                                |                                  |                                  |                                  |                                |          |    |                                  |                                  |                                  |  |  |                                   |                                   |                                   |
|  |                                                      | 2                                                    | イーグルス                                           | 55                                             |                                  |                                  |                                  |                                |          |    |                                  |                                  |                                  |  |  |                                   |                                   |                                   |
|  |                                                      | 2                                                    | イーグルス                                           | 55                                             |                                  |                                  |                                  |                                |          |    |                                  |                                  |                                  |  |  |                                   |                                   |                                   |
|  | 5                                                    | バイキングス                                         | 9                                                    | NFCチャンピオンシップ                          | NFCチャンピオンシップ            | NFCチャンピオンシップ            |                                  |                                |          |    |                                  |                                  |                                  |  |  |                                   |                                   |                                   |
|  | 5                                                    | バイキングス                                         | 9                                                    | NFCチャンピオンシップ                          | NFCチャンピオンシップ            | NFCチャンピオンシップ            |                                  |                                |          |    |                                  |                                  |                                  |  |  |                                   |                                   |                                   |
|  | 4                                                    | ラムズ                                               | 27                                                   |                                                |                                  |                                  |                                  |                                |          |    |                                  |                                  |                                  |  |  |                                   |                                   |                                   |
|  | 4                                                    | ラムズ                                               | 27                                                   |                                                |                                  |                                  |                                  |                                |          |    |                                  |                                  |                                  |  |  |                                   |                                   |                                   |
|  | 2025年1月12日 リンカーン・フィナンシャル・フィールド | 2025年1月12日 リンカーン・フィナンシャル・フィールド | 2025年1月12日 リンカーン・フィナンシャル・フィールド | 4                                              | ラムズ                           | 22                               |                                  |                                |          |    |                                  |                                  |                                  |  |  |                                   |                                   |                                   |
|  | 2025年1月12日 リンカーン・フィナンシャル・フィールド | 2025年1月12日 リンカーン・フィナンシャル・フィールド | 2025年1月12日 リンカーン・フィナンシャル・フィールド | 4                                              | ラムズ                           | 22                               |                                  |                                |          |    |                                  |                                  |                                  |  |  |                                   |                                   |                                   |
|  | 2025年1月12日 リンカーン・フィナンシャル・フィールド | 2025年1月12日 リンカーン・フィナンシャル・フィールド | 2025年1月12日 リンカーン・フィナンシャル・フィールド |                                                | 2                                | イーグルス                       | 28                               |                                |          |    |                                  |                                  |                                  |  |  |                                   |                                   |                                   |
|  | 2025年1月12日 リンカーン・フィナンシャル・フィールド | 2025年1月12日 リンカーン・フィナンシャル・フィールド | 2025年1月12日 リンカーン・フィナンシャル・フィールド |                                                | 2                                | イーグルス                       | 28                               |                                |          |    |                                  |                                  |                                  |  |  |                                   |                                   |                                   |
|  | 7                                                    | パッカーズ                                           | 10                                                   |                                                |                                  |                                  |                                  |                                |          |    |                                  |                                  |                                  |  |  |                                   |                                   |                                   |
|  | 7                                                    | パッカーズ                                           | 10                                                   |                                                |                                  |                                  |                                  |                                |          |    |                                  |                                  |                                  |  |  |                                   |                                   |                                   |
|  | 2                                                    | イーグルス                                           | 22                                                   |                                                |                                  |                                  |                                  |                                |          |    |                                  |                                  |                                  |  |  |                                   |                                   |                                   |
|  | 2                                                    | イーグルス                                           | 22                                                   |                                                |                                  |                                  |                                  |                                |          |    |                                  |                                  |                                  |  |  |                                   |                                   |                                   |

## 成績

### NFC西地区（4地区制）
- SF：サンフランシスコ・49ERS、ARI：アリゾナ・カージナルス、StL→LA→LAR：セントルイス・ラムズ→ロサンゼルス・ラムズ、SEA：シアトル・シーホークス
- 数字：シード順
- v：スーパーボウル優勝
- s：スーパーボウル敗退
- c：カンファレンス決勝敗退
- d：ディビジョナルプレーオフ敗退
- w：ワイルドカードプレーオフ敗退
- 年表示の背景色が変わっている年はチームがスーパーボウルを制覇した年

| 年   | 地区優勝 | 地区優勝 | 地区優勝 | 地区優勝 | 2位     | 2位 | 2位 | 2位 | 3位    | 3位 | 3位 | 3位 | 4位    | 4位 | 4位 | 4位 |
| 年   | チーム   | 勝       | 負       | 分       | チーム  | 勝  | 負  | 分  | チーム | 勝  | 負  | 分  | チーム | 勝  | 負  | 分  |
| ---- | -------- | -------- | -------- | -------- | ------- | --- | --- | --- | ------ | --- | --- | --- | ------ | --- | --- | --- |
| 2024 | LAR(4d)  | 10       | 7        | 0        | SEA     | 10  | 7   | 0   | ARI    | 8   | 9   | 0   | SF     | 6   | 11  | 0   |
| 2023 | SF (1s)  | 12       | 5        | 0        | LAR(6w) | 10  | 7   | 0   | SEA    | 9   | 8   | 0   | ARI    | 4   | 13  | 0   |
| 2022 | SF (2c)  | 13       | 4        | 0        | SEA(7w) | 9   | 8   | 0   | LAR    | 5   | 12  | 0   | ARI    | 4   | 13  | 0   |
| 2021 | LAR(4v)  | 12       | 5        | 0        | ARI(5w) | 11  | 6   | 0   | SF(6c) | 10  | 7   | 0   | SEA    | 7   | 10  | 0   |
| 2020 | SEA(3w)  | 12       | 4        | 0        | LAR(6d) | 10  | 6   | 0   | ARI    | 8   | 8   | 0   | SF     | 6   | 10  | 0   |
| 2019 | SF (1s)  | 13       | 3        | 0        | SEA(5d) | 11  | 5   | 0   | LAR    | 9   | 7   | 0   | ARI    | 5   | 10  | 1   |
| 2018 | LAR(2s)  | 13       | 3        | 0        | SEA(5w) | 10  | 6   | 0   | SF     | 4   | 12  | 0   | ARI    | 3   | 13  | 0   |
| 2017 | LAR(3w)  | 11       | 5        | 0        | SEA     | 9   | 7   | 0   | ARI    | 8   | 8   | 0   | SF     | 6   | 10  | 0   |
| 2016 | SEA(3d)  | 10       | 5        | 1        | ARI     | 7   | 8   | 1   | LA     | 4   | 12  | 0   | SF     | 2   | 14  | 0   |
| 2015 | ARI(2c)  | 13       | 3        | 0        | SEA(6d) | 10  | 6   | 0   | StL    | 7   | 9   | 0   | SF     | 5   | 11  | 0   |
| 2014 | SEA(1s)  | 12       | 4        | 0        | ARI(5w) | 11  | 5   | 0   | SF     | 8   | 8   | 0   | StL    | 6   | 10  | 0   |
| 2013 | SEA(1v)  | 13       | 3        | 0        | SF(5c)  | 12  | 4   | 0   | ARI    | 10  | 6   | 0   | StL    | 7   | 9   | 0   |
| 2012 | SF (2s)  | 11       | 4        | 1        | SEA(5d) | 11  | 5   | 0   | StL    | 7   | 8   | 1   | ARI    | 5   | 11  | 0   |
| 2011 | SF (2c)  | 13       | 3        | 0        | ARI     | 8   | 8   | 0   | SEA    | 7   | 9   | 0   | StL    | 2   | 14  | 0   |
| 2010 | SEA(4d)  | 7        | 9        | 0        | StL     | 7   | 9   | 0   | SF     | 6   | 10  | 0   | ARI    | 5   | 11  | 0   |
| 2009 | ARI(4d)  | 10       | 6        | 0        | SF      | 8   | 8   | 0   | SEA    | 5   | 11  | 0   | StL    | 1   | 15  | 0   |
| 2008 | ARI(4s)  | 9        | 7        | 0        | SF      | 7   | 9   | 0   | SEA    | 4   | 12  | 0   | StL    | 2   | 14  | 0   |
| 2007 | SEA(3d)  | 10       | 6        | 0        | ARI     | 8   | 8   | 0   | SF     | 5   | 11  | 0   | StL    | 3   | 13  | 0   |
| 2006 | SEA(4d)  | 9        | 7        | 0        | StL     | 8   | 8   | 0   | SF     | 7   | 9   | 0   | ARI    | 5   | 11  | 0   |
| 2005 | SEA(1s)  | 13       | 3        | 0        | StL     | 6   | 10  | 0   | ARI    | 5   | 11  | 0   | SF     | 4   | 12  | 0   |
| 2004 | SEA(4w)  | 9        | 7        | 0        | StL(5d) | 8   | 8   | 0   | SF     | 7   | 9   | 0   | ARI    | 5   | 11  | 0   |
| 2003 | StL(2d)  | 12       | 4        | 0        | SEA(5w) | 10  | 6   | 0   | SF     | 7   | 9   | 0   | ARI    | 4   | 12  | 0   |
| 2002 | SF(4d)   | 10       | 6        | 0        | StL     | 7   | 9   | 0   | SEA    | 7   | 9   | 0   | ARI    | 5   | 11  | 0   |

### 3地区制（1970年-2001年）
- SF：サンフランシスコ・49ERS、LA→RAM→StL：ロサンゼルス・ラムズ→セントルイス・ラムズ、ATL：アトランタ・ファルコンズ、NO：ニューオーリンズ・セインツ、CAR：カロライナ・パンサーズ、SEA：シアトル・シーホークス
- 1982年シーズンはストライキの影響により、地区別成績ではなくカンファレンス上位8チームがプレイオフ進出するルールであったが、ここでは地区別に変換して表記する。
- 括弧内の数字はプレイオフ出場時のシード順（シード制導入前は表記なし）、文字はv：スーパーボウル優勝、s：スーパーボウル敗退・カンファレンス優勝、c：カンファレンス決勝敗退、d：ディビジョナルプレーオフ敗退、w：ワイルドカードプレイオフ敗退。1982年についてはd：2回戦敗退、w：1回戦敗退。
- 年表示の背景色が変わっている年はチームがスーパーボウルを制覇した年

| 年   | 地区優勝 | 地区優勝 | 地区優勝 | 地区優勝 | 2位     | 2位 | 2位 | 2位 | 3位    | 3位 | 3位 | 3位 | 4位    | 4位 | 4位 | 4位 | 5位    | 5位 | 5位 | 5位 |
| 年   | チーム   | 勝       | 負       | 分       | チーム  | 勝  | 負  | 分  | チーム | 勝  | 負  | 分  | チーム | 勝  | 負  | 分  | チーム | 勝  | 負  | 分  |
| ---- | -------- | -------- | -------- | -------- | ------- | --- | --- | --- | ------ | --- | --- | --- | ------ | --- | --- | --- | ------ | --- | --- | --- |
| 2001 | StL(1s)  | 14       | 2        | 0        | SF(5w)  | 12  | 4   | 0   | NO     | 7   | 9   | 0   | ATL    | 7   | 9   | 0   | CAR    | 1   | 15  | 0   |
| 2000 | NO(3d)   | 10       | 6        | 0        | StL(6w) | 10  | 6   | 0   | CAR    | 7   | 9   | 0   | SF     | 6   | 10  | 0   | ATL    | 4   | 12  | 0   |
| 1999 | StL(1v)  | 13       | 3        | 0        | CAR     | 8   | 8   | 0   | ATL    | 5   | 11  | 0   | SF     | 4   | 12  | 0   | NO     | 3   | 13  | 0   |
| 1998 | ATL(2s)  | 14       | 2        | 0        | SF(4d)  | 12  | 4   | 0   | NO     | 6   | 10  | 0   | CAR    | 4   | 12  | 0   | StL    | 4   | 12  | 0   |
| 1997 | SF(1c)   | 13       | 3        | 0        | CAR     | 7   | 9   | 0   | ATL    | 7   | 9   | 0   | NO     | 6   | 10  | 0   | StL    | 5   | 11  | 0   |
| 1996 | CAR(2c)  | 12       | 4        | 0        | SF(4d)  | 12  | 4   | 0   | StL    | 6   | 10  | 0   | ATL    | 3   | 13  | 0   | NO     | 3   | 13  | 0   |
| 1995 | SF(2d)   | 11       | 5        | 0        | ATL(6w) | 9   | 7   | 0   | StL    | 7   | 9   | 0   | CAR    | 7   | 9   | 0   | NO     | 7   | 9   | 0   |
| 1994 | SF(1v)   | 13       | 3        | 0        | NO      | 7   | 9   | 0   | ATL    | 7   | 9   | 0   | RAM    | 4   | 12  | 0   |        |     |     |     |
| 1993 | SF(2c)   | 10       | 6        | 0        | NO      | 8   | 8   | 0   | ATL    | 6   | 10  | 0   | RAM    | 5   | 11  | 0   |        |     |     |     |
| 1992 | SF(1c)   | 14       | 2        | 0        | NO(4w)  | 12  | 4   | 0   | ATL    | 6   | 10  | 0   | RAM    | 6   | 10  | 0   |        |     |     |     |
| 1991 | NO(3w)   | 11       | 5        | 0        | ATL(6d) | 10  | 6   | 0   | SF     | 10  | 6   | 0   | RAM    | 3   | 13  | 0   |        |     |     |     |
| 1990 | SF(1c)   | 14       | 2        | 0        | NO(6w)  | 8   | 8   | 0   | RAM    | 5   | 11  | 0   | ATL    | 5   | 11  | 0   |        |     |     |     |
| 1989 | SF(1v)   | 14       | 2        | 0        | RAM(5c) | 11  | 5   | 0   | NO     | 9   | 7   | 0   | ATL    | 3   | 13  | 0   |        |     |     |     |
| 1988 | SF(2v)   | 10       | 6        | 0        | RAM(5w) | 10  | 6   | 0   | NO     | 10  | 6   | 0   | ATL    | 5   | 11  | 0   |        |     |     |     |
| 1987 | SF(1d)   | 13       | 2        | 0        | NO(4w)  | 12  | 3   | 0   | RAM    | 6   | 9   | 0   | ATL    | 3   | 12  | 0   |        |     |     |     |
| 1986 | SF(3d)   | 10       | 5        | 1        | RAM(5w) | 10  | 6   | 0   | ATL    | 7   | 8   | 1   | NO     | 7   | 9   | 0   |        |     |     |     |
| 1985 | RAM(2c)  | 11       | 5        | 0        | SF(5w)  | 10  | 6   | 0   | NO     | 5   | 11  | 0   | ATL    | 4   | 12  | 0   |        |     |     |     |
| 1984 | SF(1v)   | 15       | 1        | 0        | RAM(4w) | 10  | 6   | 0   | NO     | 7   | 9   | 0   | ATL    | 4   | 12  | 0   |        |     |     |     |
| 1983 | SF(2c)   | 10       | 6        | 0        | RAM(5d) | 9   | 7   | 0   | NO     | 8   | 8   | 0   | ATL    | 7   | 9   | 0   |        |     |     |     |
| 1982 | ATL(5w)  | 5        | 4        | 0        | NO      | 4   | 5   | 0   | SF     | 3   | 6   | 0   | RAM    | 2   | 7   | 0   |        |     |     |     |
| 1981 | SF(1v)   | 13       | 3        | 0        | ATL     | 7   | 9   | 0   | LA     | 6   | 10  | 0   | NO     | 4   | 12  | 0   |        |     |     |     |
| 1980 | ATL(1d)  | 12       | 4        | 0        | LA(5w)  | 11  | 5   | 0   | SF     | 6   | 10  | 0   | NO     | 1   | 15  | 0   |        |     |     |     |
| 1979 | LA(3s)   | 9        | 7        | 0        | NO      | 8   | 8   | 0   | ATL    | 6   | 10  | 0   | SF     | 2   | 14  | 0   |        |     |     |     |
| 1978 | LA(1c)   | 12       | 4        | 0        | ATL(4d) | 9   | 7   | 0   | NO     | 7   | 9   | 0   | SF     | 2   | 14  | 0   |        |     |     |     |
| 1977 | LA(2d)   | 10       | 4        | 0        | ATL     | 7   | 7   | 0   | SF     | 5   | 9   | 0   | NO     | 3   | 11  | 0   |        |     |     |     |
| 1976 | LA(3c)   | 10       | 3        | 1        | SF      | 8   | 6   | 0   | ATL    | 4   | 10  | 0   | NO     | 4   | 10  | 0   | SEA    | 2   | 12  | 0   |
| 1975 | LA(2c)   | 12       | 2        | 0        | SF      | 5   | 9   | 0   | ATL    | 4   | 10  | 0   | NO     | 2   | 12  | 0   |        |     |     |     |
| 1974 | LA(c)    | 10       | 4        | 0        | SF      | 6   | 8   | 0   | NO     | 5   | 9   | 0   | ATL    | 3   | 11  | 0   |        |     |     |     |
| 1973 | LA(d)    | 12       | 2        | 0        | ATL     | 9   | 5   | 0   | SF     | 5   | 9   | 0   | NO     | 5   | 9   | 0   |        |     |     |     |
| 1972 | SF(d)    | 8        | 5        | 1        | ATL     | 7   | 7   | 0   | LA     | 6   | 7   | 1   | NO     | 2   | 11  | 1   |        |     |     |     |
| 1971 | SF(c)    | 9        | 5        | 0        | LA      | 8   | 5   | 1   | ATL    | 7   | 6   | 1   | NO     | 4   | 8   | 2   |        |     |     |     |
| 1970 | SF(c)    | 10       | 3        | 1        | LA      | 9   | 4   | 1   | ATL    | 4   | 8   | 2   | NO     | 2   | 11  | 1   |        |     |     |     |

### NFL西カンファレンス・海岸地区（1967年-1969年）
- SF：サンフランシスコ・49ERS、ATL：アトランタ・ファルコンズ、LA：ロサンゼルス・ラムズ、BAL：ボルチモア・コルツ
- 括弧内の文字はv：スーパーボウル（AFL-NFLワールドチャンピオンシップゲーム）優勝、s：スーパーボウル敗退・NFL優勝、n：NFL決勝敗退・カンファレンス優勝、c：カンファレンス決勝敗退
- プレイオフは地区優勝チームのみ出場

| 年   | 地区優勝 | 地区優勝 | 地区優勝 | 地区優勝 | 2位    | 2位 | 2位 | 2位 | 3位    | 3位 | 3位 | 3位 | 4位    | 4位 | 4位 | 4位 |
| 年   | チーム   | 勝       | 負       | 分       | チーム | 勝  | 負  | 分  | チーム | 勝  | 負  | 分  | チーム | 勝  | 負  | 分  |
| ---- | -------- | -------- | -------- | -------- | ------ | --- | --- | --- | ------ | --- | --- | --- | ------ | --- | --- | --- |
| 1969 | LA(c)    | 11       | 3        | 0        | BAL    | 8   | 5   | 3   | ATL    | 6   | 8   | 0   | SF     | 4   | 8   | 2   |
| 1968 | BAL(s)   | 13       | 1        | 0        | LA     | 10  | 3   | 1   | SF     | 7   | 6   | 1   | ATL    | 2   | 12  | 0   |
| 1967 | LA(c)    | 11       | 1        | 2        | BAL    | 11  | 1   | 2   | SF     | 7   | 7   | 0   | ATL    | 1   | 12  | 1   |

### NFL西カンファレンス（1953年-1966年）
- SF：サンフランシスコ・49ERS、GB：グリーンベイ・パッカーズ、DET：デトロイト・ライオンズ、LA：ロサンゼルス・ラムズ、BAL：ボルチモア・コルツ、CHB→CHI：シカゴ・ベアーズ、DAL：ダラス・カウボーイズ、MIN：ミネソタ・バイキングス
- 括弧内の文字はV:スーパーボウル勝利、v:NFL優勝、n：NFL決勝敗退・カンファレンス優勝

| 年                 | 優勝   | 優勝 | 優勝 | 優勝 | 2位    | 2位 | 2位 | 2位 | 3位    | 3位 | 3位 | 3位 | 4位    | 4位 | 4位 | 4位 | 5位    | 5位 | 5位 | 5位 | 6位    | 6位 | 6位 | 6位 | 7位    | 7位 | 7位 | 7位 |
| 年                 | チーム | 勝   | 負   | 分   | チーム | 勝  | 負  | 分  | チーム | 勝  | 負  | 分  | チーム | 勝  | 負  | 分  | チーム | 勝  | 負  | 分  | チーム | 勝  | 負  | 分  | チーム | 勝  | 負  | 分  |
| ------------------ | ------ | ---- | ---- | ---- | ------ | --- | --- | --- | ------ | --- | --- | --- | ------ | --- | --- | --- | ------ | --- | --- | --- | ------ | --- | --- | --- | ------ | --- | --- | --- |
| 1966               | GB(V)  | 12   | 2    | 0    | BAL    | 9   | 5   | 0   | LA     | 8   | 6   | 0   | SF     | 6   | 6   | 2   | CHI    | 5   | 7   | 2   | DET    | 4   | 9   | 1   | MIN    | 4   | 9   | 1   |
| スーパーボウル開始 |        |      |      |      |        |     |     |     |        |     |     |     |        |     |     |     |        |     |     |     |        |     |     |     |        |     |     |     |
| 1965               | GB(v)  | 10   | 3    | 1    | BAL    | 10  | 3   | 1   | CHI    | 9   | 5   | 0   | SF     | 7   | 6   | 1   | MIN    | 7   | 7   | 0   | DET    | 6   | 7   | 1   | LA     | 4   | 10  | 0   |
| 1964               | BAL(n) | 12   | 2    | 0    | GB     | 8   | 5   | 1   | MIN    | 8   | 5   | 1   | DET    | 7   | 5   | 2   | LA     | 5   | 7   | 2   | CHI    | 5   | 9   | 0   | SF     | 4   | 10  | 0   |
| 1963               | CHI(v) | 11   | 1    | 2    | GB     | 11  | 2   | 1   | BAL    | 8   | 6   | 0   | DET    | 5   | 8   | 1   | MIN    | 5   | 8   | 1   | LA     | 5   | 9   | 0   | SF     | 2   | 12  | 0   |
| 1962               | GB(v)  | 13   | 1    | 0    | DET    | 11  | 3   | 0   | CHI    | 9   | 5   | 0   | BAL    | 7   | 7   | 0   | SF     | 6   | 8   | 0   | MIN    | 2   | 11  | 1   | LA     | 1   | 12  | 1   |
| 1961               | GB(v)  | 11   | 3    | 0    | DET    | 6   | 7   | 1   | BAL    | 8   | 6   | 0   | CHI    | 8   | 6   | 0   | SF     | 7   | 6   | 1   | LA     | 4   | 10  | 0   | MIN    | 3   | 11  | 0   |
| 1960               | GB(n)  | 8    | 4    | 0    | DET    | 7   | 5   | 0   | SF     | 7   | 5   | 0   | BAL    | 6   | 6   | 0   | CHI    | 5   | 6   | 1   | LA     | 4   | 7   | 1   | DAL    | 0   | 11  | 1   |
| 1959               | BAL(v) | 9    | 3    | 0    | CHB    | 8   | 4   | 0   | GB     | 7   | 5   | 0   | SF     | 7   | 5   | 0   | DET    | 3   | 8   | 1   | LA     | 2   | 10  | 0   |        |     |     |     |
| 1958               | BAL(v) | 9    | 3    | 0    | CHB    | 8   | 4   | 0   | LA     | 8   | 4   | 0   | SF     | 6   | 6   | 0   | DET    | 4   | 7   | 1   | GB     | 1   | 10  | 1   |        |     |     |     |
| 1957               | DET(v) | 8    | 4    | 0    | SF     | 8   | 4   | 0   | BAL    | 7   | 5   | 0   | LA     | 6   | 6   | 0   | CHB    | 5   | 7   | 0   | GB     | 3   | 9   | 0   |        |     |     |     |
| 1956               | CHB(n) | 9    | 2    | 1    | DET    | 9   | 3   | 0   | SF     | 5   | 6   | 1   | BAL    | 5   | 7   | 0   | GB     | 4   | 8   | 0   | LA     | 4   | 8   | 0   |        |     |     |     |
| 1955               | LA(n)  | 8    | 3    | 1    | CHB    | 8   | 4   | 0   | GB     | 6   | 6   | 0   | BAL    | 5   | 6   | 1   | SF     | 4   | 8   | 0   | DET    | 3   | 9   | 0   |        |     |     |     |
| 1954               | DET(n) | 9    | 2    | 1    | CHB    | 8   | 4   | 0   | SF     | 7   | 4   | 1   | LA     | 6   | 5   | 1   | GB     | 4   | 8   | 0   | BAL    | 3   | 9   | 0   |        |     |     |     |
| 1953               | DET(v) | 10   | 2    | 0    | SF     | 9   | 3   | 0   | LA     | 8   | 3   | 1   | CHB    | 3   | 8   | 1   | BAL    | 3   | 9   | 0   | GB     | 2   | 9   | 1   |        |     |     |     |

### NFLナショナル・カンファレンス（1950年-1952年）
- SF：サンフランシスコ・49ERS、GB：グリーンベイ・パッカーズ、DET：デトロイト・ライオンズ、LA：ロサンゼルス・ラムズ、BAL：ボルチモア・コルツ (初代)、CHB：シカゴ・ベアーズ、NYY：ニューヨーク・ヤンクス、DAL：ダラス・テキサンズ
- 括弧内の文字はv:NFL優勝、n：NFL決勝敗退・カンファレンス優勝

| 年   | 優勝   | 優勝 | 優勝 | 優勝 | 2位    | 2位 | 2位 | 2位 | 3位    | 3位 | 3位 | 3位 | 4位    | 4位 | 4位 | 4位 | 5位    | 5位 | 5位 | 5位 | 6位    | 6位 | 6位 | 6位 | 7位    | 7位 | 7位 | 7位 |
| 年   | チーム | 勝   | 負   | 分   | チーム | 勝  | 負  | 分  | チーム | 勝  | 負  | 分  | チーム | 勝  | 負  | 分  | チーム | 勝  | 負  | 分  | チーム | 勝  | 負  | 分  | チーム | 勝  | 負  | 分  |
| ---- | ------ | ---- | ---- | ---- | ------ | --- | --- | --- | ------ | --- | --- | --- | ------ | --- | --- | --- | ------ | --- | --- | --- | ------ | --- | --- | --- | ------ | --- | --- | --- |
| 1952 | DET(v) | 9    | 3    | 0    | LA     | 9   | 3   | 0   | SF     | 7   | 5   | 0   | GB     | 6   | 6   | 0   | CHB    | 5   | 7   | 0   | DAL    | 1   | 11  | 0   |        |     |     |     |
| 1951 | LA(v)  | 8    | 4    | 0    | DET    | 7   | 4   | 1   | SF     | 7   | 4   | 1   | CHB    | 7   | 5   | 0   | GB     | 3   | 9   | 0   | NYY    | 1   | 9   | 2   |        |     |     |     |
| 1950 | LA(n)  | 9    | 3    | x    | CHB    | 9   | 3   | x   | NYY    | 7   | 5   | x   | DET    | 6   | 6   | x   | GB     | 3   | 9   | x   | SF     | 3   | 9   | x   | BAL    | 1   | 11  | x   |

### AAFC（1946年-1949年）
- 1949年：リーグ2位
- 1948年：西地区2位
- 1947年：西地区2位
- 1946年：西地区2位

## 主な選手

### 永久欠番
| サンフランシスコ・フォーティナイナーズ 永久欠番一覧 |                                     |                         |              |                                                               |
| 背番号                                              | 選手                                | 選手                    | ポジション   | 在籍期間                                                      |
| 8                                                   | スティーブ・ヤング                  | Steve Young             | QB           | 1987–1999                                                     |
| 12                                                  | ジョン・ブロディ*                   | John Brodie             | QB           | 1957–1973                                                     |
| 16                                                  | ジョー・モンタナ                    | Joe Montana             | QB           | 1979–1992                                                     |
| 34                                                  | ジョー・ペリー                      | Joe Perry               | FB           | 1948–1960, 1963                                               |
| 37                                                  | ジミー・ジョンソン                  | Jimmy Johnson           | CB, WR       | 1961–1976                                                     |
| 39                                                  | ヒュー・マケルヘニー                | Hugh McElhenny          | RB           | 1952–1960                                                     |
| 42                                                  | ロニー・ロット                      | Ronnie Lott             | S, CB        | 1981–1990                                                     |
| 70                                                  | チャーリー・クルーガー              | Charlie Krueger         | DL           | 1959–1973                                                     |
| 73                                                  | レオ・ノメリーニ                    | Leo Nomellini           | DT, OT       | 1950–1963                                                     |
| 79                                                  | ボブ・セントクレア                  | Bob St. Clair           | OT           | 1953–1963                                                     |
| 80                                                  | ジェリー・ライス                    | Jerry Rice              | WR           | 1985–2000                                                     |
| 87                                                  | ドワイト・クラーク                  | Dwight Clark            | WR           | 1979–1987                                                     |
| BW                                                  | ビル・ウォルシュ**                  | Bill Walsh              | ヘッドコーチ | 1979–1988 (Head) 1999–2001 (VP and GM) 2002–2004 (Consultant) |
| Mr. D                                               | エドワード・J・デバルトロ・ジュニア | Edward J. DeBartolo Jr. | オーナー     | 1977–2000                                                     |

*2006-2007シーズンにおいて先発QBであったトレント・ディルファーはジョン・ブロディと旧知の仲であり、ブロディに尊敬の意を表す意味で、12番のユニフォームを着てプレーした。
**2007年7月30日のビル・ウォルシュの死に際し、彼のイニシャルであるBWを永久欠番に登録した。

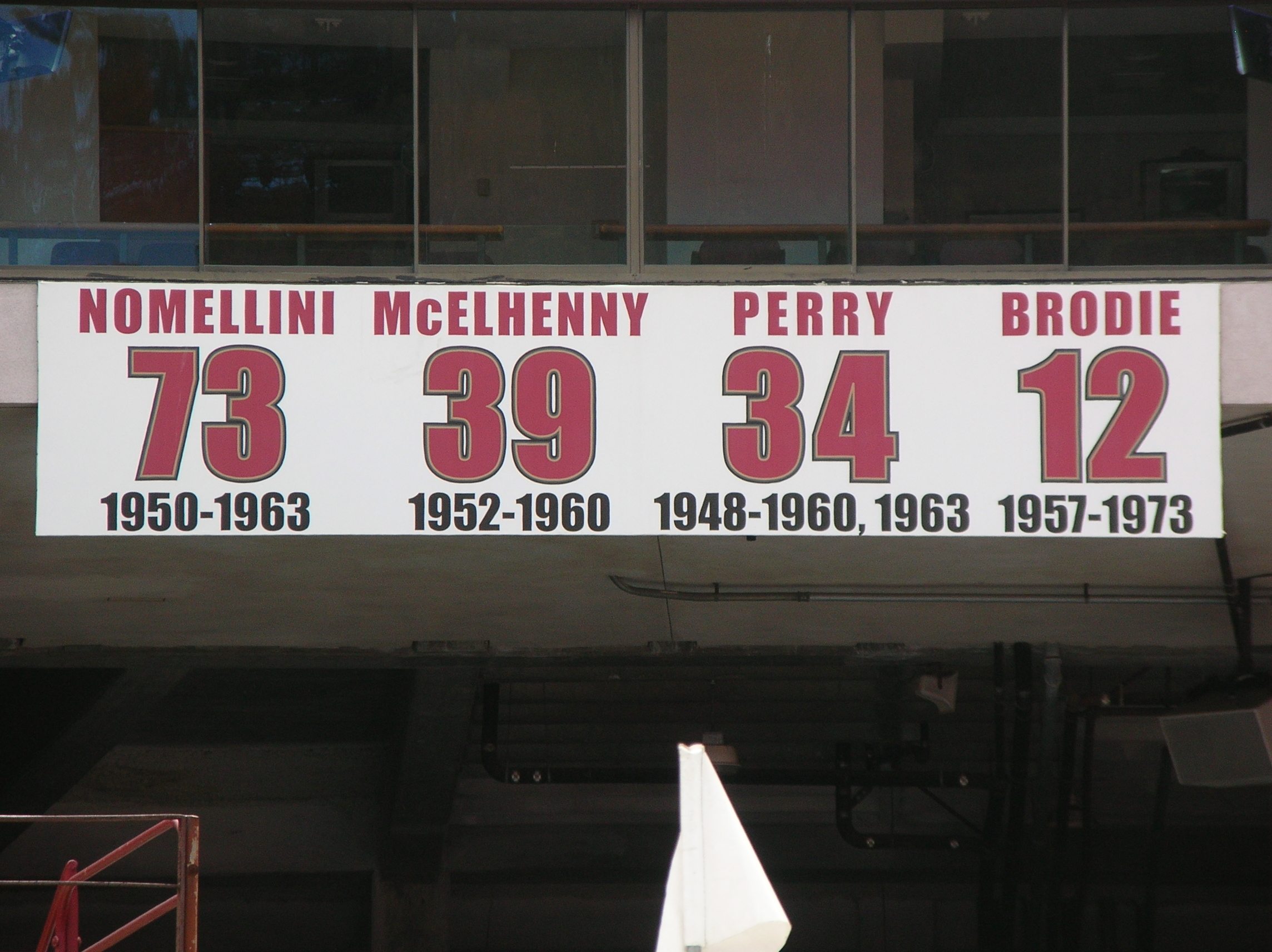
永久欠番その1
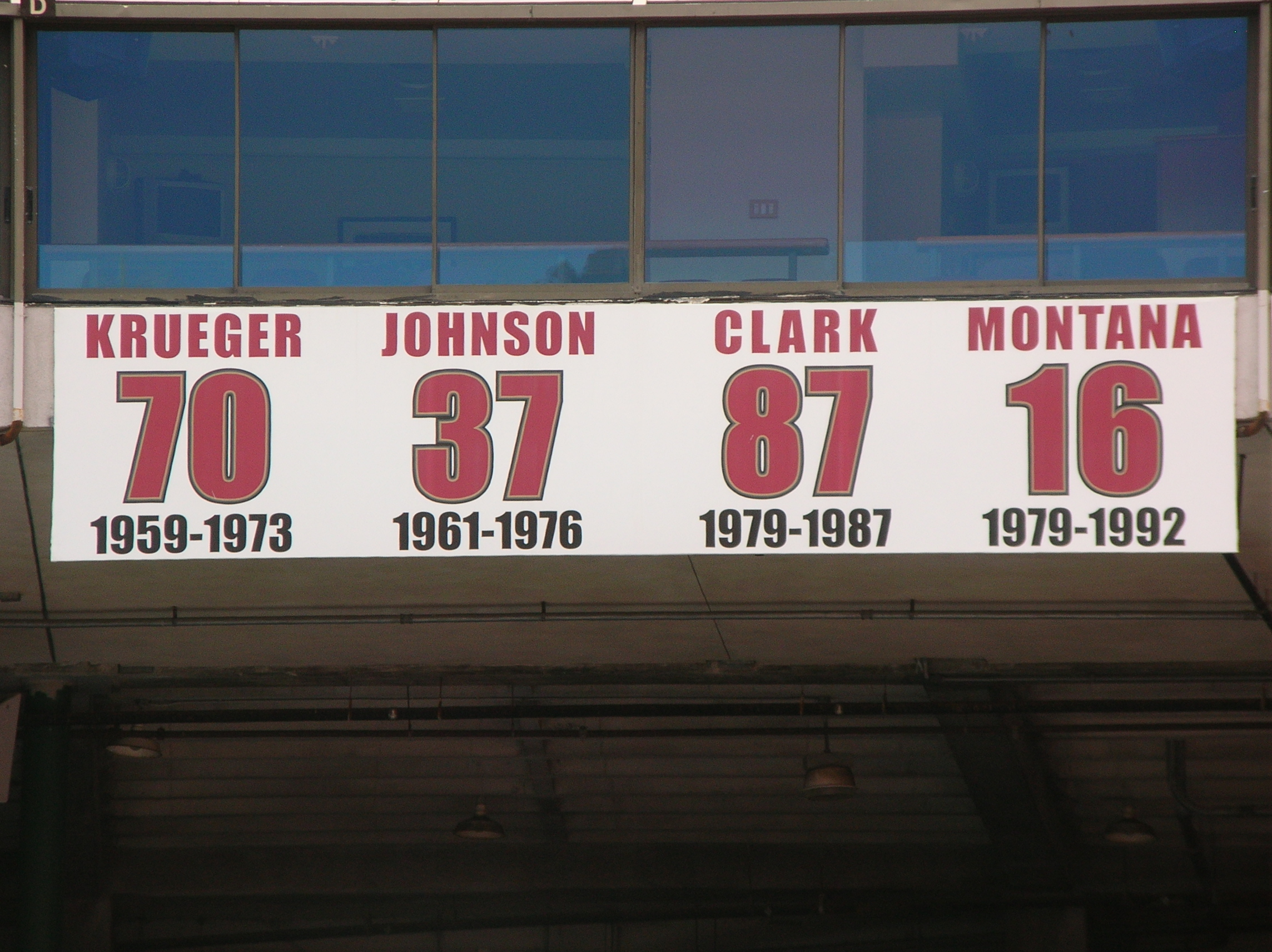
永久欠番その2
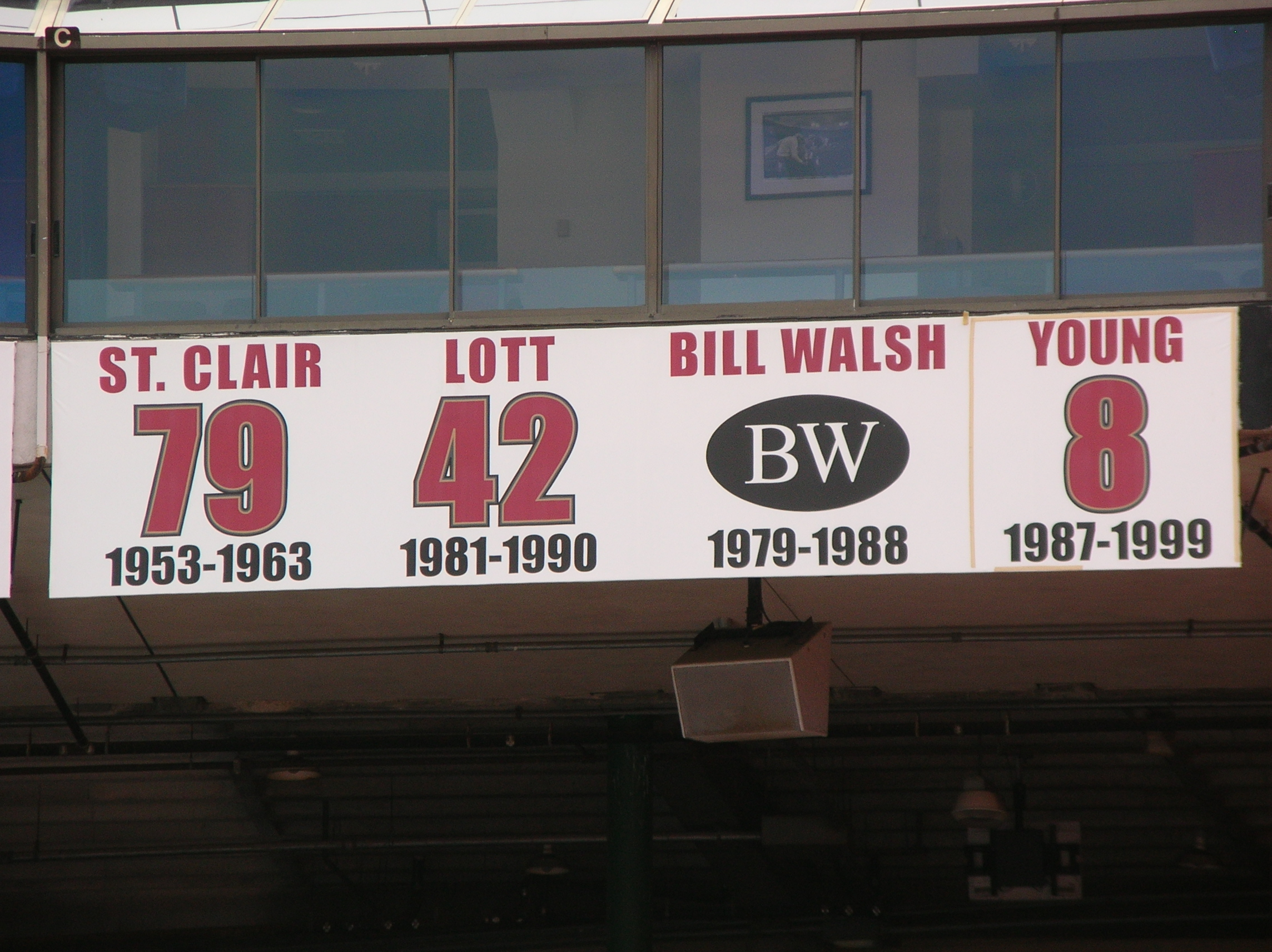
永久欠番その3
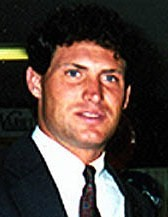
スティーブ・ヤング
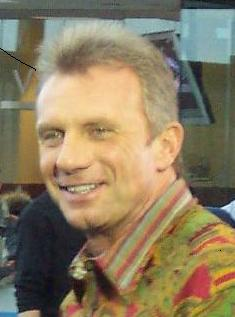
ジョー・モンタナ
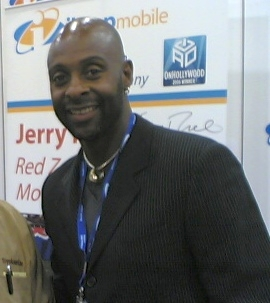
ジェリー・ライス
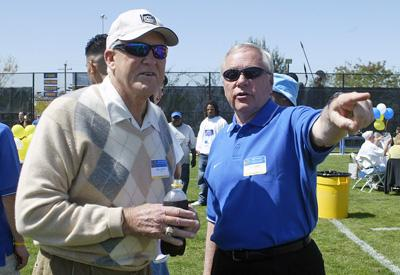
ビル・ウォルシュ（左）

### プロフットボール殿堂入り
| プロフットボール殿堂入りメンバー一覧 |                                     |                         |                |                      |        |
| 選手                                 |                                     |                         |                |                      |        |
| 背番号                               | 名前                                | 名前                    | ポジション     | 在籍期間             | 選出年 |
| 34                                   | ジョー・ペリー                      | Joe Perry               | RB             | 1948–1960, 1963      | 1969   |
| 73                                   | レオ・ノメリーニ                    | Leo Nomellini           | DT, OT         | 1949–1963            | 1969   |
| 39                                   | ヒュー・マケルヘニー                | Hugh McElhenny          | RB             | 1952–1960            | 1970   |
| 14                                   | Y・A・ティトル                      | Y. A. Tittle            | QB             | 1951–1960            | 1971   |
| 32                                   | O・J・シンプソン                    | O. J. Simpson           | RB             | 1978–1979            | 1985   |
| 35                                   | ジョン・ヘンリー・ジョンソン        | John Henry Johnson      | FB             | 1954–1956            | 1987   |
| 37                                   | ジミー・ジョンソン                  | Jimmy Johnson           | CB, WR         | 1961–1976            | 1994   |
| 16                                   | ジョー・モンタナ                    | Joe Montana             | QB             | 1979–1992            | 2000   |
| 42                                   | ロニー・ロット                      | Ronnie Lott             | S, CB          | 1981–1990            | 2000   |
| 64                                   | デイブ・ウィルコックス              | Dave Wilcox             | LB             | 1964–1974            | 2000   |
| 8                                    | スティーブ・ヤング                  | Steve Young             | QB             | 1987–1999            | 2005   |
| 74                                   | フレッド・ディーン                  | Fred Dean               | DE             | 1981–1985            | 2008   |
| 79                                   | ボブ・セントクレア                  | Bob St. Clair           | OT             | 1953–1963            | 2008   |
| 22                                   | ボブ・ヘイズ                        | Bob Hayes               | DE             | 1975                 | 2009   |
| 26                                   | ロッド・ウッドソン                  | Rod Woodson             | S, CB          | 1997                 | 2009   |
| 57                                   | リッキー・ジャクソン                | Rickey Jackson          | DE             | 1994–1995            | 2010   |
| 80                                   | ジェリー・ライス                    | Jerry Rice              | DE             | 1985–2000            | 2010   |
| 21                                   | ディオン・サンダース                | Deion Sanders           | CB             | 1994                 | 2011   |
| 95                                   | リチャード・デント                  | Richard Dent            | DE             | 1994                 | 2011   |
| 56                                   | クリス・ドールマン                  | Chris Doleman           | DE             | 1996–1998            | 2012   |
| 71                                   | ラリー・アレン                      | Larry Allen             | OG             | 2006–2007            | 2013   |
| 94, 95                               | チャールズ・ヘイリー                | Charles Haley           | DE, LB         | 1986–1991, 1998–1999 | 2015   |
| 91                                   | ケビン・グリーン                    | Kevin Greene            | DE, LB         | 1997                 | 2016   |
| 81                                   | テレル・オーウェンス                | Terrell Owens           | WR             | 1996–2003            | 2018   |
| 84                                   | ランディ・モス                      | Randy Moss              | WR             | 2012                 | 2018   |
| 88                                   | アイザック・ブルース                | Isaac Bruce             | WR             | 2008-2009            | 2020   |
| コーチ・エグゼクティブ               |                                     |                         |                |                      |        |
| 名前                                 | 名前                                | 名前                    | 役職           | 在籍期間             | 選出年 |
| ビル・ウォルシュ                     | ビル・ウォルシュ                    | Bill Walsh              | ヘッドコーチ   | 1979–1988            | 1993   |
| ビル・ウォルシュ                     | ビル・ウォルシュ                    | Bill Walsh              | 副社長兼GM     | 1999–2001            | 1993   |
| ビル・ウォルシュ                     | ビル・ウォルシュ                    | Bill Walsh              | コンサルタント | 2002–2004            | 1993   |
| エドワード・J・デバルトロ・ジュニア  | エドワード・J・デバルトロ・ジュニア | Edward J. DeBartolo Jr. | オーナー       | 1977–2000            | 2016   |
| ギル・ブラント                       | ギル・ブラント                      | Gil Brandt              | エグゼクティブ | 1958–1959            | 2019   |

## 歴代ヘッドコーチ
- バック・ショー (1946-1954)
- レッド・ストレイダー (1955)
- フランキー・アルバート (1956-1958)
- レッド・ヒッキー (1959-1963)
- ジャック・クリスチャンセン (1963-1967)
- ディック・ノーラン (1968-1975)
- モンテ・クラーク (1976)
- ケン・マイヤー (1977)
- ピート・マッカリー (1978)
- フレッド・オコナー (1978)
- ビル・ウォルシュ (1979-1988)
- ジョージ・シーファート (1989-1996)
- スティーブ・マリウチ (1997-2002)
- デニス・エリクソン (2003-2004)
- マイク・ノーラン (2005-2008)
- マイク・シングレタリー (2008-2010)
- ジム・トムシュラ (暫定) (2010)
- ジム・ハーボー (2011-2014)
- ジム・トムシュラ (2015)
- チップ・ケリー（2016）
- カイル・シャナハン (2017-)

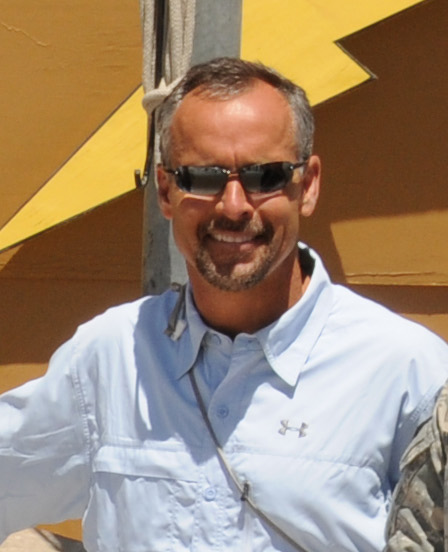
マイク・ノーラン
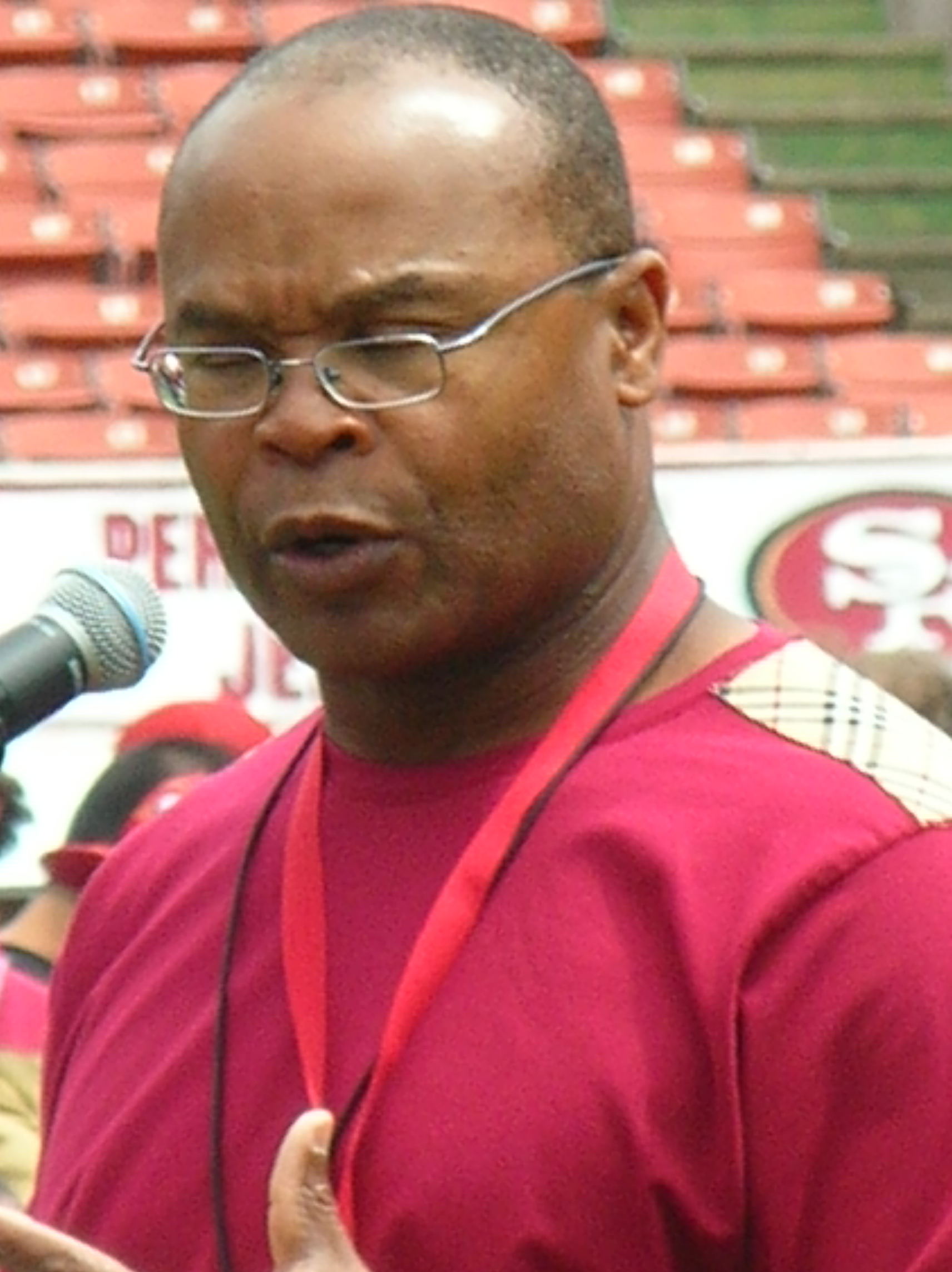
マイク・シングレタリー
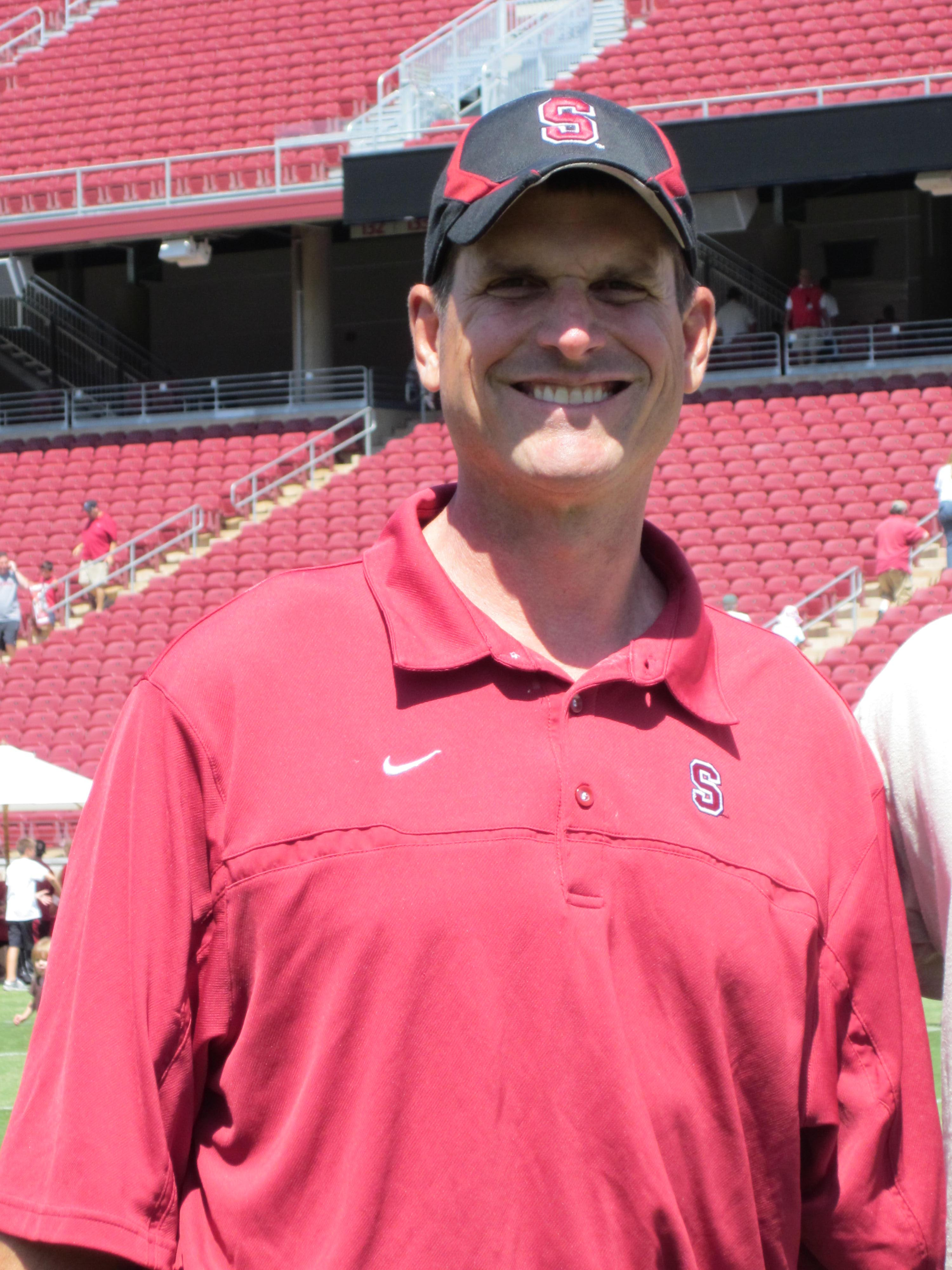
ジム・ハーボー